# Liste der Träger des Nationalpreises der DDR II. Klasse für Wissenschaft und Technik (1980–1989)
Diese Liste stellt die Träger des Nationalpreises der DDR in der II. Klasse für Wissenschaft und Technik in den Jahren 1980 bis 1989 dar. Zu den anderen Jahrzehnten und Stufen siehe die Liste der Träger des Nationalpreises der DDR.

## Liste
| Auflistung nach Jahren                            |
| 1980 1981 1982 1983 1984 1985 1986 1987 1988 1989 |

| Jahr   | Preisträger | Preisträger | Verleihungsgrund |
| ------ | --- | --- | --- |
| 1980   | Kollektiv „Komplexe Rationalisierung der Thiuramproduktion im VEB Chemiekombinat Bitterfeld“ | Kollektiv „Komplexe Rationalisierung der Thiuramproduktion im VEB Chemiekombinat Bitterfeld“ | Für seinen Anteil an der Intensivierung der Produktion des Pflanzenschutz- und Gummihilfsmittels Thiuram |
| 1980   | Lothar Daniel | | Für seinen Anteil an der Intensivierung der Produktion des Pflanzenschutz- und Gummihilfsmittels Thiuram |
| 1980   | Eberhard Grahn | | Für seinen Anteil an der Intensivierung der Produktion des Pflanzenschutz- und Gummihilfsmittels Thiuram |
| 1980   | Gerhard Große | | Für seinen Anteil an der Intensivierung der Produktion des Pflanzenschutz- und Gummihilfsmittels Thiuram |
| 1980   | Kurt Junghans | | Für seinen Anteil an der Intensivierung der Produktion des Pflanzenschutz- und Gummihilfsmittels Thiuram |
| 1980   | Klaus-Dieter Michels | | Für seinen Anteil an der Intensivierung der Produktion des Pflanzenschutz- und Gummihilfsmittels Thiuram |
| 1980   | Wolfgang Schnelle | | Für seinen Anteil an der Intensivierung der Produktion des Pflanzenschutz- und Gummihilfsmittels Thiuram |
| 1980   | Forschungskollektiv aus dem VEB Chemieanlagenbau Leipzig-Grimma | Forschungskollektiv aus dem VEB Chemieanlagenbau Leipzig-Grimma | Für seinen Anteil an der Entwicklung und großtechnischen Anwendung von Strahlbelüftern, Strahlfermentoren und Spezialpumpen zur Förderung von Gas-Flüssigkeits-Gemischen                                          |
| 1980   | Leonhard Jagusch | | Für seinen Anteil an der Entwicklung und großtechnischen Anwendung von Strahlbelüftern, Strahlfermentoren und Spezialpumpen zur Förderung von Gas-Flüssigkeits-Gemischen                                          |
| 1980   | Fritz Meyer | | Für seinen Anteil an der Entwicklung und großtechnischen Anwendung von Strahlbelüftern, Strahlfermentoren und Spezialpumpen zur Förderung von Gas-Flüssigkeits-Gemischen                                          |
| 1980   | Siegfried Püschel | | Für seinen Anteil an der Entwicklung und großtechnischen Anwendung von Strahlbelüftern, Strahlfermentoren und Spezialpumpen zur Förderung von Gas-Flüssigkeits-Gemischen                                          |
| 1980   | Werner Schönherr | | Für seinen Anteil an der Entwicklung und großtechnischen Anwendung von Strahlbelüftern, Strahlfermentoren und Spezialpumpen zur Förderung von Gas-Flüssigkeits-Gemischen                                          |
| 1980   | Kollektiv aus dem Forschungszentrum des VEB Carl Zeiss Jena | Kollektiv aus dem Forschungszentrum des VEB Carl Zeiss Jena | Für seinen Anteil an der Entwicklung eines wissenschaftlichen Gerätesystems für die Auswertung von Multispektralbildern                                                                                           |
| 1980   | Klaus Donath | | Für seinen Anteil an der Entwicklung eines wissenschaftlichen Gerätesystems für die Auswertung von Multispektralbildern                                                                                           |
| 1980   | Rüdiger Lorenz | | Für seinen Anteil an der Entwicklung eines wissenschaftlichen Gerätesystems für die Auswertung von Multispektralbildern                                                                                           |
| 1980   | Helmut Müller | | Für seinen Anteil an der Entwicklung eines wissenschaftlichen Gerätesystems für die Auswertung von Multispektralbildern                                                                                           |
| 1980   | Eberhard Rabe | | Für seinen Anteil an der Entwicklung eines wissenschaftlichen Gerätesystems für die Auswertung von Multispektralbildern                                                                                           |
| 1980   | Helmar Wegel | | Für seinen Anteil an der Entwicklung eines wissenschaftlichen Gerätesystems für die Auswertung von Multispektralbildern                                                                                           |
| 1980   | Peter Wendt | | Für seinen Anteil an der Entwicklung eines wissenschaftlichen Gerätesystems für die Auswertung von Multispektralbildern                                                                                           |
| 1980   | Kollektiv des VEB Robotron Zentrum für Forschung und Technik und des VEB Zentrum für Forschung und Technologie der Mikroelektronik | Kollektiv des VEB Robotron Zentrum für Forschung und Technik und des VEB Zentrum für Forschung und Technologie der Mikroelektronik | Für seinen Anteil an der Entwicklung einer Mikrorechnerfamilie und eines modularen Mikroprozessorsystems |
| 1980   | Wolfhart Bosien | | Für seinen Anteil an der Entwicklung einer Mikrorechnerfamilie und eines modularen Mikroprozessorsystems |
| 1980   | Lothar Jülke | | Für seinen Anteil an der Entwicklung einer Mikrorechnerfamilie und eines modularen Mikroprozessorsystems |
| 1980   | Herbert Klimant | | Für seinen Anteil an der Entwicklung einer Mikrorechnerfamilie und eines modularen Mikroprozessorsystems |
| 1980   | Jens Knobloch | | Für seinen Anteil an der Entwicklung einer Mikrorechnerfamilie und eines modularen Mikroprozessorsystems |
| 1980   | Manfred Lauermann | | Für seinen Anteil an der Entwicklung einer Mikrorechnerfamilie und eines modularen Mikroprozessorsystems |
| 1980   | Harald Riegel | | Für seinen Anteil an der Entwicklung einer Mikrorechnerfamilie und eines modularen Mikroprozessorsystems |
| 1980   | Überbetriebliches Kollektiv „Ionenimplantation“ | Überbetriebliches Kollektiv „Ionenimplantation“ | Für seinen Anteil an der Einführung einer modernen Dotierungstechnik, für Halbleiterbauelemente |
| 1980   | Frieder Bigl | | Für seinen Anteil an der Einführung einer modernen Dotierungstechnik, für Halbleiterbauelemente |
| 1980   | Klaus Rogge | | Für seinen Anteil an der Einführung einer modernen Dotierungstechnik, für Halbleiterbauelemente |
| 1980   | Richard Schimko | Mitarbeiter Forschung und Entwicklung im VEB Werk für Fernsehelektronik | Für seinen Anteil an der Einführung einer modernen Dotierungstechnik, für Halbleiterbauelemente |
| 1980   | Achim Schmidt | | Für seinen Anteil an der Einführung einer modernen Dotierungstechnik, für Halbleiterbauelemente |
| 1980   | Klaus Thiessen | Forschungsdirektor im VEB Werk für Fernsehelektronik | Für seinen Anteil an der Einführung einer modernen Dotierungstechnik, für Halbleiterbauelemente |
| 1980   | Wolfgang Zenker | | Für seinen Anteil an der Einführung einer modernen Dotierungstechnik, für Halbleiterbauelemente |
| 1980   | Entwicklungskollektiv aus dem VEB Schleifmaschinenwerk Karl-Marx-Stadt | Entwicklungskollektiv aus dem VEB Schleifmaschinenwerk Karl-Marx-Stadt | Für seinen Anteil an der Entwicklung einer den Weltstand bestimmenden Baureihe von Rundschleifmaschinen |
| 1980   | Roland Burkhardt | | Für seinen Anteil an der Entwicklung einer den Weltstand bestimmenden Baureihe von Rundschleifmaschinen |
| 1980   | Joachim Gentzen | | Für seinen Anteil an der Entwicklung einer den Weltstand bestimmenden Baureihe von Rundschleifmaschinen |
| 1980   | Heinz Härtig | | Für seinen Anteil an der Entwicklung einer den Weltstand bestimmenden Baureihe von Rundschleifmaschinen |
| 1980   | Walter Herbst | | Für seinen Anteil an der Entwicklung einer den Weltstand bestimmenden Baureihe von Rundschleifmaschinen |
| 1980   | Werner Kretschmar | | Für seinen Anteil an der Entwicklung einer den Weltstand bestimmenden Baureihe von Rundschleifmaschinen |
| 1980   | Manfred Schubert | | Für seinen Anteil an der Entwicklung einer den Weltstand bestimmenden Baureihe von Rundschleifmaschinen |
| 1980   | Kollektiv des Zentralinstituts für Kernforschung Rossendorf der Akademie der Wissenschaften der DDR | Kollektiv des Zentralinstituts für Kernforschung Rossendorf der Akademie der Wissenschaften der DDR | Für seinen Anteil an der Erarbeitung wissenschaftlicher Grundlagen und der Realisierung eines Verfahrens zur homogenen Dotierung von Silizium                                                                     |
| 1980   | Hans Beatus | | Für seinen Anteil an der Erarbeitung wissenschaftlicher Grundlagen und der Realisierung eines Verfahrens zur homogenen Dotierung von Silizium                                                                     |
| 1980   | Klaus Exner | | Für seinen Anteil an der Erarbeitung wissenschaftlicher Grundlagen und der Realisierung eines Verfahrens zur homogenen Dotierung von Silizium                                                                     |
| 1980   | Karl Hohmuth | | Für seinen Anteil an der Erarbeitung wissenschaftlicher Grundlagen und der Realisierung eines Verfahrens zur homogenen Dotierung von Silizium                                                                     |
| 1980   | Richard Roß | | Für seinen Anteil an der Erarbeitung wissenschaftlicher Grundlagen und der Realisierung eines Verfahrens zur homogenen Dotierung von Silizium                                                                     |
| 1980   | Bernd Schneider | | Für seinen Anteil an der Erarbeitung wissenschaftlicher Grundlagen und der Realisierung eines Verfahrens zur homogenen Dotierung von Silizium                                                                     |
| 1980   | Albrecht Zetzsche | | Für seinen Anteil an der Erarbeitung wissenschaftlicher Grundlagen und der Realisierung eines Verfahrens zur homogenen Dotierung von Silizium                                                                     |
| 1980   | Forschungs- und Entwicklungskollektiv „Stärkehydrolysenprodukt (SHP)“ | Forschungs- und Entwicklungskollektiv „Stärkehydrolysenprodukt (SHP)“ | Für seinen Anteil an der Entwicklung eines Stärkehydrolysenproduktes für den Einsatz in der Lebensmittelproduktion                                                                                                |
| 1980   | Siegfried Augustat | | Für seinen Anteil an der Entwicklung eines Stärkehydrolysenproduktes für den Einsatz in der Lebensmittelproduktion                                                                                                |
| 1980   | Manfred Richter | | Für seinen Anteil an der Entwicklung eines Stärkehydrolysenproduktes für den Einsatz in der Lebensmittelproduktion                                                                                                |
| 1980   | Friedrich Schierbaum | | Für seinen Anteil an der Entwicklung eines Stärkehydrolysenproduktes für den Einsatz in der Lebensmittelproduktion                                                                                                |
| 1980   | Reinhard Schmidt | | Für seinen Anteil an der Entwicklung eines Stärkehydrolysenproduktes für den Einsatz in der Lebensmittelproduktion                                                                                                |
| 1980   | Peter Schulz | | Für seinen Anteil an der Entwicklung eines Stärkehydrolysenproduktes für den Einsatz in der Lebensmittelproduktion                                                                                                |
| 1980   | Kollektiv des Zentralinstituts für Krebsforschung der Akademie der Wissenschaften der DDR | Kollektiv des Zentralinstituts für Krebsforschung der Akademie der Wissenschaften der DDR | Für seine grundlegenden Arbeiten auf den Gebieten der Virusätiologie und der Immunologie von Tumoren |
| 1980   | Dieter Bierwolf | | Für seine grundlegenden Arbeiten auf den Gebieten der Virusätiologie und der Immunologie von Tumoren |
| 1980   | Arnold Graffi | | Für seine grundlegenden Arbeiten auf den Gebieten der Virusätiologie und der Immunologie von Tumoren |
| 1980   | Burkhard Micheel | | Für seine grundlegenden Arbeiten auf den Gebieten der Virusätiologie und der Immunologie von Tumoren |
| 1980   | Günter Pasternak | | Für seine grundlegenden Arbeiten auf den Gebieten der Virusätiologie und der Immunologie von Tumoren |
| 1980   | Volker Wunderlich | | Für seine grundlegenden Arbeiten auf den Gebieten der Virusätiologie und der Immunologie von Tumoren |
| 1980   | Kollektiv Sportwissenschaft und Sportmedizin | Kollektiv Sportwissenschaft und Sportmedizin | In Würdigung seiner herausragenden wissenschaftlichen Leistungen auf dem Gebiet der Forschung und der Sportmedizin im Leistungssport                                                                              |
| 1980   | Karl-Heinz Bauersfeld | | In Würdigung seiner herausragenden wissenschaftlichen Leistungen auf dem Gebiet der Forschung und der Sportmedizin im Leistungssport                                                                              |
| 1980   | Claus Clausnitzer | | In Würdigung seiner herausragenden wissenschaftlichen Leistungen auf dem Gebiet der Forschung und der Sportmedizin im Leistungssport                                                                              |
| 1980   | Jürgen Krug | | In Würdigung seiner herausragenden wissenschaftlichen Leistungen auf dem Gebiet der Forschung und der Sportmedizin im Leistungssport                                                                              |
| 1980   | Klaus-Peter Schüler | | In Würdigung seiner herausragenden wissenschaftlichen Leistungen auf dem Gebiet der Forschung und der Sportmedizin im Leistungssport                                                                              |
| 1980   | Peter Schwanitz | | In Würdigung seiner herausragenden wissenschaftlichen Leistungen auf dem Gebiet der Forschung und der Sportmedizin im Leistungssport                                                                              |
| 1980   | Heinrich Schubert | ordentlicher Professor an der Sektion Verfahrenstechnik und Silikattechnik der Bergakademie Freiberg | Für seine wissenschaftlichen und volkswirtschaftlich wirksamen Leistungen auf dem Gebiet der mechanischen Verfahrens- und Aufbereitungstechnik mineralischer Rohstoffe                                            |
| 1981   | Kollektiv aus dem VEB Chemiekombinat Bitterfeld | Kollektiv aus dem VEB Chemiekombinat Bitterfeld | Für seinen Anteil an der Erarbeitung wissenschaftlich-technischer Lösungen für die effektive Rationalisierung eines Altanlagenkomplexes im VEB Chemiekombinat Bitterfeld                                          |
| 1981   | Hans Lohmann | | Für seinen Anteil an der Erarbeitung wissenschaftlich-technischer Lösungen für die effektive Rationalisierung eines Altanlagenkomplexes im VEB Chemiekombinat Bitterfeld                                          |
| 1981   | Rudolf Schumann | | Für seinen Anteil an der Erarbeitung wissenschaftlich-technischer Lösungen für die effektive Rationalisierung eines Altanlagenkomplexes im VEB Chemiekombinat Bitterfeld                                          |
| 1981   | Karl-Hugo Strauß | | Für seinen Anteil an der Erarbeitung wissenschaftlich-technischer Lösungen für die effektive Rationalisierung eines Altanlagenkomplexes im VEB Chemiekombinat Bitterfeld                                          |
| 1981   | Dieter Ziegenhagen | | Für seinen Anteil an der Erarbeitung wissenschaftlich-technischer Lösungen für die effektive Rationalisierung eines Altanlagenkomplexes im VEB Chemiekombinat Bitterfeld                                          |
| 1981   | Rolf Zschoch | | Für seinen Anteil an der Erarbeitung wissenschaftlich-technischer Lösungen für die effektive Rationalisierung eines Altanlagenkomplexes im VEB Chemiekombinat Bitterfeld                                          |
| 1981   | Kollektiv aus dem VEB Chemische Werke Buna | Kollektiv aus dem VEB Chemische Werke Buna | Für seinen Anteil an der technologischen Entwicklung und Verfahrensoptimierung von festbettkatalytischen Synthesen der Azetylenchemie und Rationalisierung der Vinylacetat-Produktion                             |
| 1981   | Roland Adler | | Für seinen Anteil an der technologischen Entwicklung und Verfahrensoptimierung von festbettkatalytischen Synthesen der Azetylenchemie und Rationalisierung der Vinylacetat-Produktion                             |
| 1981   | Harry Jankowski | | Für seinen Anteil an der technologischen Entwicklung und Verfahrensoptimierung von festbettkatalytischen Synthesen der Azetylenchemie und Rationalisierung der Vinylacetat-Produktion                             |
| 1981   | Peter Kripylo | | Für seinen Anteil an der technologischen Entwicklung und Verfahrensoptimierung von festbettkatalytischen Synthesen der Azetylenchemie und Rationalisierung der Vinylacetat-Produktion                             |
| 1981   | Willi Linck | | Für seinen Anteil an der technologischen Entwicklung und Verfahrensoptimierung von festbettkatalytischen Synthesen der Azetylenchemie und Rationalisierung der Vinylacetat-Produktion                             |
| 1981   | Joachim Peters | | Für seinen Anteil an der technologischen Entwicklung und Verfahrensoptimierung von festbettkatalytischen Synthesen der Azetylenchemie und Rationalisierung der Vinylacetat-Produktion                             |
| 1981   | Hans Schumann | | Für seinen Anteil an der technologischen Entwicklung und Verfahrensoptimierung von festbettkatalytischen Synthesen der Azetylenchemie und Rationalisierung der Vinylacetat-Produktion                             |
| 1981   | Kollektiv aus dem VEB Robotron-Meßelektronik „Otto Schön“ Dresden | Kollektiv aus dem VEB Robotron-Meßelektronik „Otto Schön“ Dresden | Für seinen Anteil an der Entwicklung und Überleitung von Geräten zur Messung physikalischer Größen |
| 1981   | Johannes Bieber | | Für seinen Anteil an der Entwicklung und Überleitung von Geräten zur Messung physikalischer Größen |
| 1981   | Udo Braatz | | Für seinen Anteil an der Entwicklung und Überleitung von Geräten zur Messung physikalischer Größen |
| 1981   | Werner Hänsch | | Für seinen Anteil an der Entwicklung und Überleitung von Geräten zur Messung physikalischer Größen |
| 1981   | Dietmar Krieger | | Für seinen Anteil an der Entwicklung und Überleitung von Geräten zur Messung physikalischer Größen |
| 1981   | Werner Pötzschke | | Für seinen Anteil an der Entwicklung und Überleitung von Geräten zur Messung physikalischer Größen |
| 1981   | Günter Rösel | | Für seinen Anteil an der Entwicklung und Überleitung von Geräten zur Messung physikalischer Größen |
| 1981   | Kollektiv aus dem Kombinat VEB Lokomotivbau Elektrotechnische Werke Hans Beimler Hennigsdorf | Kollektiv aus dem Kombinat VEB Lokomotivbau Elektrotechnische Werke Hans Beimler Hennigsdorf | Für seinen Anteil an der Entwicklung und Konstruktion eines neuen Triebzuges für die Berliner S-Bahn |
| 1981   | Hans Albrecht | | Für seinen Anteil an der Entwicklung und Konstruktion eines neuen Triebzuges für die Berliner S-Bahn |
| 1981   | Heinz Bogott | | Für seinen Anteil an der Entwicklung und Konstruktion eines neuen Triebzuges für die Berliner S-Bahn |
| 1981   | Wolfgang Fechner | | Für seinen Anteil an der Entwicklung und Konstruktion eines neuen Triebzuges für die Berliner S-Bahn |
| 1981   | Helmut Herdegen | | Für seinen Anteil an der Entwicklung und Konstruktion eines neuen Triebzuges für die Berliner S-Bahn |
| 1981   | Werner Holfert | | Für seinen Anteil an der Entwicklung und Konstruktion eines neuen Triebzuges für die Berliner S-Bahn |
| 1981   | Ivan Nikoloff | Bürger der Volksrepublik Bulgarien | Für seinen Anteil an der Entwicklung und Konstruktion eines neuen Triebzuges für die Berliner S-Bahn |
| 1981   | Forschungs-, Entwicklungs- und Überleitungskollektiv „Hydritverfahren“ im Institut für Bau- und Grobkeramik Weimar | Forschungs-, Entwicklungs- und Überleitungskollektiv „Hydritverfahren“ im Institut für Bau- und Grobkeramik Weimar | Für seinen Anteil an der Entwicklung und Überleitung eines energetisch hocheffektiven hydrothermalen Brennverfahrens                                                                                              |
| 1981   | Hans Hohmann | | Für seinen Anteil an der Entwicklung und Überleitung eines energetisch hocheffektiven hydrothermalen Brennverfahrens                                                                                              |
| 1981   | Siegfried Plüschke | | Für seinen Anteil an der Entwicklung und Überleitung eines energetisch hocheffektiven hydrothermalen Brennverfahrens                                                                                              |
| 1981   | Manfred Röhrs | | Für seinen Anteil an der Entwicklung und Überleitung eines energetisch hocheffektiven hydrothermalen Brennverfahrens                                                                                              |
| 1981   | Paul Stelzer | | Für seinen Anteil an der Entwicklung und Überleitung eines energetisch hocheffektiven hydrothermalen Brennverfahrens                                                                                              |
| 1981   | Lutz Vehmeier | | Für seinen Anteil an der Entwicklung und Überleitung eines energetisch hocheffektiven hydrothermalen Brennverfahrens                                                                                              |
| 1981   | Kollektiv Spezialbauten | Kollektiv Spezialbauten | Für seinen Anteil an der Entwicklung und Errichtung von Spezialbauwerken |
| 1981   | Horst Fritsche | | Für seinen Anteil an der Entwicklung und Errichtung von Spezialbauwerken |
| 1981   | Richard Gunne | | Für seinen Anteil an der Entwicklung und Errichtung von Spezialbauwerken |
| 1981   | Hans-Joachim Jansky | | Für seinen Anteil an der Entwicklung und Errichtung von Spezialbauwerken |
| 1981   | Wolfgang Kretschel | | Für seinen Anteil an der Entwicklung und Errichtung von Spezialbauwerken |
| 1981   | Wolfgang Schirmer | | Für seinen Anteil an der Entwicklung und Errichtung von Spezialbauwerken |
| 1981   | Walter Slomma | | Für seinen Anteil an der Entwicklung und Errichtung von Spezialbauwerken |
| 1981   | Forschungskollektiv des Zentralinstituts für physikalische Chemie der Akademie der Wissenschaften der DDR | Forschungskollektiv des Zentralinstituts für physikalische Chemie der Akademie der Wissenschaften der DDR | Für seinen Anteil an der Erforschung der physikalisch-chemischen Grundlagen der Wandlung von Kohlenwasserstoffen im thermischen Plasma                                                                            |
| 1981   | Hans Behlke | | Für seinen Anteil an der Erforschung der physikalisch-chemischen Grundlagen der Wandlung von Kohlenwasserstoffen im thermischen Plasma                                                                            |
| 1981   | Helmut Drost | | Für seinen Anteil an der Erforschung der physikalisch-chemischen Grundlagen der Wandlung von Kohlenwasserstoffen im thermischen Plasma                                                                            |
| 1981   | Heinz Hoffmann | | Für seinen Anteil an der Erforschung der physikalisch-chemischen Grundlagen der Wandlung von Kohlenwasserstoffen im thermischen Plasma                                                                            |
| 1981   | Hans-Dieter Klotz | | Für seinen Anteil an der Erforschung der physikalisch-chemischen Grundlagen der Wandlung von Kohlenwasserstoffen im thermischen Plasma                                                                            |
| 1981   | Dagomar Köhler | | Für seinen Anteil an der Erforschung der physikalisch-chemischen Grundlagen der Wandlung von Kohlenwasserstoffen im thermischen Plasma                                                                            |
| 1981   | Hans-Joachim Spangenberg | | Für seinen Anteil an der Erforschung der physikalisch-chemischen Grundlagen der Wandlung von Kohlenwasserstoffen im thermischen Plasma                                                                            |
| 1981   | Wissenschaftlerkollektiv des Zentralinstituts für Optik und Spektroskopie der Akademie der Wissenschaften der DDR und der Sektion Physik der Friedrich-Schiller-Universität Jena | Wissenschaftlerkollektiv des Zentralinstituts für Optik und Spektroskopie der Akademie der Wissenschaften der DDR und der Sektion Physik der Friedrich-Schiller-Universität Jena | Für seine Leistungen auf dem Gebiet der Ultrakurzzeitspektroskopie und ihrer erfolgreichen Anwendung |
| 1981   | Edgar Klose | | Für seine Leistungen auf dem Gebiet der Ultrakurzzeitspektroskopie und ihrer erfolgreichen Anwendung |
| 1981   | Bernd Wilhelmi | | Für seine Leistungen auf dem Gebiet der Ultrakurzzeitspektroskopie und ihrer erfolgreichen Anwendung |
| 1981   | Kollektiv aus dem VEB Zentrum für Forschung und Technologie Mikroelektronik Dresden und aus dem Forschungsinstitut Manfred von Ardenne Dresden | Kollektiv aus dem VEB Zentrum für Forschung und Technologie Mikroelektronik Dresden und aus dem Forschungsinstitut Manfred von Ardenne Dresden | Für seinen Anteil an der Entwicklung des Ringspalt-Plasmatrons und des Hochrateierstäubens als einer neuen Basistechnologie der Vakuumbeschichtung                                                                |
| 1981   | Klaus Goedicke | | Für seinen Anteil an der Entwicklung des Ringspalt-Plasmatrons und des Hochrateierstäubens als einer neuen Basistechnologie der Vakuumbeschichtung                                                                |
| 1981   | Ullrich Heisig | | Für seinen Anteil an der Entwicklung des Ringspalt-Plasmatrons und des Hochrateierstäubens als einer neuen Basistechnologie der Vakuumbeschichtung                                                                |
| 1981   | Wolfgang Kosch | | Für seinen Anteil an der Entwicklung des Ringspalt-Plasmatrons und des Hochrateierstäubens als einer neuen Basistechnologie der Vakuumbeschichtung                                                                |
| 1981   | Siegfried Schiller | | Für seinen Anteil an der Entwicklung des Ringspalt-Plasmatrons und des Hochrateierstäubens als einer neuen Basistechnologie der Vakuumbeschichtung                                                                |
| 1981   | Götz Teschner | | Für seinen Anteil an der Entwicklung des Ringspalt-Plasmatrons und des Hochrateierstäubens als einer neuen Basistechnologie der Vakuumbeschichtung                                                                |
| 1982 ↑ | Spezialistenkollektiv des VEB Gaskombinat Schwarze Pumpe | Spezialistenkollektiv des VEB Gaskombinat Schwarze Pumpe | für seinen Anteil an der Schaffung wissenschaftlich-technischer Voraussetzungen für die Kapazitätserhöhung unterirdischer Erdgasspeicher                                                                          |
| 1982 ↑ | Peter Fritze | | für seinen Anteil an der Schaffung wissenschaftlich-technischer Voraussetzungen für die Kapazitätserhöhung unterirdischer Erdgasspeicher                                                                          |
| 1982 ↑ | Werner Hauenherm | | für seinen Anteil an der Schaffung wissenschaftlich-technischer Voraussetzungen für die Kapazitätserhöhung unterirdischer Erdgasspeicher                                                                          |
| 1982 ↑ | Frank Richter | | für seinen Anteil an der Schaffung wissenschaftlich-technischer Voraussetzungen für die Kapazitätserhöhung unterirdischer Erdgasspeicher                                                                          |
| 1982 ↑ | Heinz Smolke | | für seinen Anteil an der Schaffung wissenschaftlich-technischer Voraussetzungen für die Kapazitätserhöhung unterirdischer Erdgasspeicher                                                                          |
| 1982 ↑ | Roland Stricker | | für seinen Anteil an der Schaffung wissenschaftlich-technischer Voraussetzungen für die Kapazitätserhöhung unterirdischer Erdgasspeicher                                                                          |
| 1982 ↑ | Johannes Wolf | | für seinen Anteil an der Schaffung wissenschaftlich-technischer Voraussetzungen für die Kapazitätserhöhung unterirdischer Erdgasspeicher                                                                          |
| 1982 ↑ | Kollektiv des VEB Kombinat Kali Sondershausen und VEB Kalibetrieb Werra Merkers | Kollektiv des VEB Kombinat Kali Sondershausen und VEB Kalibetrieb Werra Merkers | für seinen Anteil an der Entwicklung und Einführung eines Verfahrens zur Granulatnachbehandlung von Kalidüngesalzen                                                                                               |
| 1982 ↑ | Kurt Bornkessel | | für seinen Anteil an der Entwicklung und Einführung eines Verfahrens zur Granulatnachbehandlung von Kalidüngesalzen                                                                                               |
| 1982 ↑ | Klaus Kahle | | für seinen Anteil an der Entwicklung und Einführung eines Verfahrens zur Granulatnachbehandlung von Kalidüngesalzen                                                                                               |
| 1982 ↑ | Gerhard Leib | | für seinen Anteil an der Entwicklung und Einführung eines Verfahrens zur Granulatnachbehandlung von Kalidüngesalzen                                                                                               |
| 1982 ↑ | Klaus-Werner Müller | | für seinen Anteil an der Entwicklung und Einführung eines Verfahrens zur Granulatnachbehandlung von Kalidüngesalzen                                                                                               |
| 1982 ↑ | Heinz Schnabel | | für seinen Anteil an der Entwicklung und Einführung eines Verfahrens zur Granulatnachbehandlung von Kalidüngesalzen                                                                                               |
| 1982 ↑ | Manfred Strube | | für seinen Anteil an der Entwicklung und Einführung eines Verfahrens zur Granulatnachbehandlung von Kalidüngesalzen                                                                                               |
| 1982 ↑ | Kollektiv des VEB Stahl- und Walzwerk Wilhelm Florin Hennigsdorf | Kollektiv des VEB Stahl- und Walzwerk Wilhelm Florin Hennigsdorf | für seinen Anteil an der Erarbeitung und Einführung der Technologie zur hochtemperatur-thermomechanischen Behandlung von Spannbetonstahl                                                                          |
| 1982 ↑ | Norbert Brennecke | | für seinen Anteil an der Erarbeitung und Einführung der Technologie zur hochtemperatur-thermomechanischen Behandlung von Spannbetonstahl                                                                          |
| 1982 ↑ | Günter Friese | | für seinen Anteil an der Erarbeitung und Einführung der Technologie zur hochtemperatur-thermomechanischen Behandlung von Spannbetonstahl                                                                          |
| 1982 ↑ | Arnold Joachim | | für seinen Anteil an der Erarbeitung und Einführung der Technologie zur hochtemperatur-thermomechanischen Behandlung von Spannbetonstahl                                                                          |
| 1982 ↑ | Günther Matthes | | für seinen Anteil an der Erarbeitung und Einführung der Technologie zur hochtemperatur-thermomechanischen Behandlung von Spannbetonstahl                                                                          |
| 1982 ↑ | Dieter Schulz | | für seinen Anteil an der Erarbeitung und Einführung der Technologie zur hochtemperatur-thermomechanischen Behandlung von Spannbetonstahl                                                                          |
| 1982 ↑ | Horst Severin | | für seinen Anteil an der Erarbeitung und Einführung der Technologie zur hochtemperatur-thermomechanischen Behandlung von Spannbetonstahl                                                                          |
| 1982 ↑ | Forschungs- und Entwicklungskollektiv aus dem VEB Chemieanlagenbaukombinat Leipzig-Grimma | Forschungs- und Entwicklungskollektiv aus dem VEB Chemieanlagenbaukombinat Leipzig-Grimma | für seinen Anteil an der Schaffung wissenschaftlich-technischer Grundlagen und der Realisierung von Vakuumdestillationsanlagen für atmosphärischen Rückstand                                                      |
| 1982 ↑ | Christian Berlin | | für seinen Anteil an der Schaffung wissenschaftlich-technischer Grundlagen und der Realisierung von Vakuumdestillationsanlagen für atmosphärischen Rückstand                                                      |
| 1982 ↑ | Klaus Hoppe | | für seinen Anteil an der Schaffung wissenschaftlich-technischer Grundlagen und der Realisierung von Vakuumdestillationsanlagen für atmosphärischen Rückstand                                                      |
| 1982 ↑ | Jürgen Keller | | für seinen Anteil an der Schaffung wissenschaftlich-technischer Grundlagen und der Realisierung von Vakuumdestillationsanlagen für atmosphärischen Rückstand                                                      |
| 1982 ↑ | Bernd Kulbe | | für seinen Anteil an der Schaffung wissenschaftlich-technischer Grundlagen und der Realisierung von Vakuumdestillationsanlagen für atmosphärischen Rückstand                                                      |
| 1982 ↑ | Klaus Lessig | | für seinen Anteil an der Schaffung wissenschaftlich-technischer Grundlagen und der Realisierung von Vakuumdestillationsanlagen für atmosphärischen Rückstand                                                      |
| 1982 ↑ | Jürgen Müller | | für seinen Anteil an der Schaffung wissenschaftlich-technischer Grundlagen und der Realisierung von Vakuumdestillationsanlagen für atmosphärischen Rückstand                                                      |
| 1982 ↑ | Entwicklungskollektiv aus dem VEB PCK Schwedt | Entwicklungskollektiv aus dem VEB PCK Schwedt | für seinen Anteil an der Entwicklung der hydrokatalytischen Behandlung von hochsiedenden Erdölprodukten |
| 1982 ↑ | Inge Bache | | für seinen Anteil an der Entwicklung der hydrokatalytischen Behandlung von hochsiedenden Erdölprodukten |
| 1982 ↑ | Dieter Bohlmann | | für seinen Anteil an der Entwicklung der hydrokatalytischen Behandlung von hochsiedenden Erdölprodukten |
| 1982 ↑ | Erhard Döhler | | für seinen Anteil an der Entwicklung der hydrokatalytischen Behandlung von hochsiedenden Erdölprodukten |
| 1982 ↑ | Manfred Rebbe | | für seinen Anteil an der Entwicklung der hydrokatalytischen Behandlung von hochsiedenden Erdölprodukten |
| 1982 ↑ | Jürgen Sachse | | für seinen Anteil an der Entwicklung der hydrokatalytischen Behandlung von hochsiedenden Erdölprodukten |
| 1982 ↑ | Hartmut Schütter | | für seinen Anteil an der Entwicklung der hydrokatalytischen Behandlung von hochsiedenden Erdölprodukten |
| 1982 ↑ | Kollektiv Entwicklung und Anwendung der Schwedter Initiative - Weniger produzieren mehr aus dem VEB PCK Schwedt | Kollektiv Entwicklung und Anwendung der Schwedter Initiative - Weniger produzieren mehr aus dem VEB PCK Schwedt | für seinen Anteil an der wissenschaftlichen Erarbeitung und volkswirtschaftlich effektiven Durchsetzung einer neuen, sozialistischen Rationalisierungsstrategie ohne Erweiterung des Arbeitskräftepotentials      |
| 1982 ↑ | Siegfried Kipp | | für seinen Anteil an der wissenschaftlichen Erarbeitung und volkswirtschaftlich effektiven Durchsetzung einer neuen, sozialistischen Rationalisierungsstrategie ohne Erweiterung des Arbeitskräftepotentials      |
| 1982 ↑ | Frank Kupfernagel | | für seinen Anteil an der wissenschaftlichen Erarbeitung und volkswirtschaftlich effektiven Durchsetzung einer neuen, sozialistischen Rationalisierungsstrategie ohne Erweiterung des Arbeitskräftepotentials      |
| 1982 ↑ | Manfred Splitt | | für seinen Anteil an der wissenschaftlichen Erarbeitung und volkswirtschaftlich effektiven Durchsetzung einer neuen, sozialistischen Rationalisierungsstrategie ohne Erweiterung des Arbeitskräftepotentials      |
| 1982 ↑ | Georg Wiedemann | | für seinen Anteil an der wissenschaftlichen Erarbeitung und volkswirtschaftlich effektiven Durchsetzung einer neuen, sozialistischen Rationalisierungsstrategie ohne Erweiterung des Arbeitskräftepotentials      |
| 1982 ↑ | Kurt Ziemann | | für seinen Anteil an der wissenschaftlichen Erarbeitung und volkswirtschaftlich effektiven Durchsetzung einer neuen, sozialistischen Rationalisierungsstrategie ohne Erweiterung des Arbeitskräftepotentials      |
| 1982 ↑ | Günter Zimmermann | | für seinen Anteil an der wissenschaftlichen Erarbeitung und volkswirtschaftlich effektiven Durchsetzung einer neuen, sozialistischen Rationalisierungsstrategie ohne Erweiterung des Arbeitskräftepotentials      |
| 1982 ↑ | Kollektiv des VEB Kombinat Agrochemie Piesteritz, Stammbetrieb | Kollektiv des VEB Kombinat Agrochemie Piesteritz, Stammbetrieb | für seinen Anteil an der Schaffung wissenschaftlich-technischer Voraussetzungen für die Intensivierung der Ammoniakproduktion                                                                                     |
| 1982 ↑ | Horst Bendix | | für seinen Anteil an der Schaffung wissenschaftlich-technischer Voraussetzungen für die Intensivierung der Ammoniakproduktion                                                                                     |
| 1982 ↑ | Georg Eilemann | | für seinen Anteil an der Schaffung wissenschaftlich-technischer Voraussetzungen für die Intensivierung der Ammoniakproduktion                                                                                     |
| 1982 ↑ | Dieter Johannes | | für seinen Anteil an der Schaffung wissenschaftlich-technischer Voraussetzungen für die Intensivierung der Ammoniakproduktion                                                                                     |
| 1982 ↑ | Otto König | | für seinen Anteil an der Schaffung wissenschaftlich-technischer Voraussetzungen für die Intensivierung der Ammoniakproduktion                                                                                     |
| 1982 ↑ | Louis Lenz | | für seinen Anteil an der Schaffung wissenschaftlich-technischer Voraussetzungen für die Intensivierung der Ammoniakproduktion                                                                                     |
| 1982 ↑ | Wolfgang Straube | | für seinen Anteil an der Schaffung wissenschaftlich-technischer Voraussetzungen für die Intensivierung der Ammoniakproduktion                                                                                     |
| 1982 ↑ | Entwicklungskollektiv aus dem Forschungszentrum des VEB Carl Zeiss Jena | Entwicklungskollektiv aus dem Forschungszentrum des VEB Carl Zeiss Jena | für seinen Anteil an der Entwicklung einer Präzisionsmaschine |
| 1982 ↑ | Franz Baumgärtel | | für seinen Anteil an der Entwicklung einer Präzisionsmaschine |
| 1982 ↑ | Jürgen Döhlert | | für seinen Anteil an der Entwicklung einer Präzisionsmaschine |
| 1982 ↑ | Fritz Lippold | | für seinen Anteil an der Entwicklung einer Präzisionsmaschine |
| 1982 ↑ | Joachim Scherbach | | für seinen Anteil an der Entwicklung einer Präzisionsmaschine |
| 1982 ↑ | Achim Tunger | | für seinen Anteil an der Entwicklung einer Präzisionsmaschine |
| 1982 ↑ | Ulrich Wenger | | für seinen Anteil an der Entwicklung einer Präzisionsmaschine |
| 1982 ↑ | Forschungs- und Entwicklungskollektiv aus dem VEB Numerik Karl-Marx-Stadt und dem Forschungszentrum des Werkzeugmaschinenbaus Karl-Marx-Stadt | Forschungs- und Entwicklungskollektiv aus dem VEB Numerik Karl-Marx-Stadt und dem Forschungszentrum des Werkzeugmaschinenbaus Karl-Marx-Stadt | für seinen Anteil an der Entwicklung und Produktionsüberführung eines numerischen Steuersystems für den Maschinenbau                                                                                              |
| 1982 ↑ | Hans-Ulrich Becker | | für seinen Anteil an der Entwicklung und Produktionsüberführung eines numerischen Steuersystems für den Maschinenbau                                                                                              |
| 1982 ↑ | Klaus Dippmar | | für seinen Anteil an der Entwicklung und Produktionsüberführung eines numerischen Steuersystems für den Maschinenbau                                                                                              |
| 1982 ↑ | Rainer Ebert | | für seinen Anteil an der Entwicklung und Produktionsüberführung eines numerischen Steuersystems für den Maschinenbau                                                                                              |
| 1982 ↑ | Rüdiger Haufert | | für seinen Anteil an der Entwicklung und Produktionsüberführung eines numerischen Steuersystems für den Maschinenbau                                                                                              |
| 1982 ↑ | Harald Keßler | | für seinen Anteil an der Entwicklung und Produktionsüberführung eines numerischen Steuersystems für den Maschinenbau                                                                                              |
| 1982 ↑ | Siegfried Schleicher | | für seinen Anteil an der Entwicklung und Produktionsüberführung eines numerischen Steuersystems für den Maschinenbau                                                                                              |
| 1982 ↑ | Entwicklungskollektiv aus dem VEB Polygraph Buchbindereimaschinenwerke | Entwicklungskollektiv aus dem VEB Polygraph Buchbindereimaschinenwerke | für seinen Anteil an der Entwicklung einer Baureihe neuer Maschinen für vielfältige Aufgaben der buchbinderischen Weiterverarbeitung                                                                              |
| 1982 ↑ | Ulrich Borchart | | für seinen Anteil an der Entwicklung einer Baureihe neuer Maschinen für vielfältige Aufgaben der buchbinderischen Weiterverarbeitung                                                                              |
| 1982 ↑ | Erich Braunsdorf | | für seinen Anteil an der Entwicklung einer Baureihe neuer Maschinen für vielfältige Aufgaben der buchbinderischen Weiterverarbeitung                                                                              |
| 1982 ↑ | Josef Hauck | | für seinen Anteil an der Entwicklung einer Baureihe neuer Maschinen für vielfältige Aufgaben der buchbinderischen Weiterverarbeitung                                                                              |
| 1982 ↑ | Achim Kratzsch | | für seinen Anteil an der Entwicklung einer Baureihe neuer Maschinen für vielfältige Aufgaben der buchbinderischen Weiterverarbeitung                                                                              |
| 1982 ↑ | Sigfried Sägenschnitter | | für seinen Anteil an der Entwicklung einer Baureihe neuer Maschinen für vielfältige Aufgaben der buchbinderischen Weiterverarbeitung                                                                              |
| 1982 ↑ | Hans-Peter Thrandorf | | für seinen Anteil an der Entwicklung einer Baureihe neuer Maschinen für vielfältige Aufgaben der buchbinderischen Weiterverarbeitung                                                                              |
| 1982 ↑ | Forschungs- und Entwicklungskollektiv der Militärmedizinischen Akademie | Forschungs- und Entwicklungskollektiv der Militärmedizinischen Akademie | für seinen Anteil an der Entwicklung moderner Gerätetechnik zur Funktionsdiagnostik |
| 1982 ↑ | Hans Rudolf Gestewitz | Generalleutnant | für seinen Anteil an der Entwicklung moderner Gerätetechnik zur Funktionsdiagnostik |
| 1982 ↑ | Horst Hänsel | Oberstleutnant | für seinen Anteil an der Entwicklung moderner Gerätetechnik zur Funktionsdiagnostik |
| 1982 ↑ | Johannes Heber | Oberst | für seinen Anteil an der Entwicklung moderner Gerätetechnik zur Funktionsdiagnostik |
| 1982 ↑ | Horst Schaffrath | Oberstleutnant | für seinen Anteil an der Entwicklung moderner Gerätetechnik zur Funktionsdiagnostik |
| 1982 ↑ | Dieter Stremmel | Oberst | für seinen Anteil an der Entwicklung moderner Gerätetechnik zur Funktionsdiagnostik |
| 1982 ↑ | Gerd Zucker | Oberst | für seinen Anteil an der Entwicklung moderner Gerätetechnik zur Funktionsdiagnostik |
| 1982 ↑ | Kollektiv Gestaltung und Bau des Chirurgisch Orientierten Zentrums der Charité | Kollektiv Gestaltung und Bau des Chirurgisch Orientierten Zentrums der Charité | für seinen Anteil an der architektonischen, funktionellen und konstruktiven Gestaltung sowie am Bau des Chirurgisch orientierten Zentrums der Charité in Berlin                                                   |
| 1982 ↑ | Geerd Dellas | | für seinen Anteil an der architektonischen, funktionellen und konstruktiven Gestaltung sowie am Bau des Chirurgisch orientierten Zentrums der Charité in Berlin                                                   |
| 1982 ↑ | Peter Korneli | | für seinen Anteil an der architektonischen, funktionellen und konstruktiven Gestaltung sowie am Bau des Chirurgisch orientierten Zentrums der Charité in Berlin                                                   |
| 1982 ↑ | Fritz Oske | | für seinen Anteil an der architektonischen, funktionellen und konstruktiven Gestaltung sowie am Bau des Chirurgisch orientierten Zentrums der Charité in Berlin                                                   |
| 1982 ↑ | Karl-Ernst Swora | | für seinen Anteil an der architektonischen, funktionellen und konstruktiven Gestaltung sowie am Bau des Chirurgisch orientierten Zentrums der Charité in Berlin                                                   |
| 1982 ↑ | Forschungskollektiv des Zentralinstituts für Ernährung der AdW | Forschungskollektiv des Zentralinstituts für Ernährung der AdW | für seinen Anteil an der Erarbeitung von Grundlagen zur verbesserten toxikologischen Beurteilung von Pflanzenschutzmitteln                                                                                        |
| 1982 ↑ | Heinz Ackermann | | für seinen Anteil an der Erarbeitung von Grundlagen zur verbesserten toxikologischen Beurteilung von Pflanzenschutzmitteln                                                                                        |
| 1982 ↑ | Rudolf Engst | | für seinen Anteil an der Erarbeitung von Grundlagen zur verbesserten toxikologischen Beurteilung von Pflanzenschutzmitteln                                                                                        |
| 1982 ↑ | Manfred Kujawa | | für seinen Anteil an der Erarbeitung von Grundlagen zur verbesserten toxikologischen Beurteilung von Pflanzenschutzmitteln                                                                                        |
| 1982 ↑ | Hans-Jochen Lewerenz | | für seinen Anteil an der Erarbeitung von Grundlagen zur verbesserten toxikologischen Beurteilung von Pflanzenschutzmitteln                                                                                        |
| 1982 ↑ | Rainer Macholz | | für seinen Anteil an der Erarbeitung von Grundlagen zur verbesserten toxikologischen Beurteilung von Pflanzenschutzmitteln                                                                                        |
| 1982 ↑ | Werner Schnaak | | für seinen Anteil an der Erarbeitung von Grundlagen zur verbesserten toxikologischen Beurteilung von Pflanzenschutzmitteln                                                                                        |
| 1982 ↑ | Herausgeberkollektiv Kunst und Literatur im antifaschistischen Exil (1933–1945) in sieben Bänden | Herausgeberkollektiv Kunst und Literatur im antifaschistischen Exil (1933–1945) in sieben Bänden | für seinen Anteil an der ersten geschlossenen marxistisch-leninistischen Darstellung der Kunst im antifaschistischen Exil                                                                                         |
| 1982 ↑ | Klaus Hermsdorf | | für seinen Anteil an der ersten geschlossenen marxistisch-leninistischen Darstellung der Kunst im antifaschistischen Exil                                                                                         |
| 1982 ↑ | Ludwig Hoffmann | | für seinen Anteil an der ersten geschlossenen marxistisch-leninistischen Darstellung der Kunst im antifaschistischen Exil                                                                                         |
| 1982 ↑ | Klaus Jarmatz | | für seinen Anteil an der ersten geschlossenen marxistisch-leninistischen Darstellung der Kunst im antifaschistischen Exil                                                                                         |
| 1982 ↑ | Wolfgang Kießling | | für seinen Anteil an der ersten geschlossenen marxistisch-leninistischen Darstellung der Kunst im antifaschistischen Exil                                                                                         |
| 1982 ↑ | Hans Marquardt | | für seinen Anteil an der ersten geschlossenen marxistisch-leninistischen Darstellung der Kunst im antifaschistischen Exil                                                                                         |
| 1982 ↑ | Eike Middel | | für seinen Anteil an der ersten geschlossenen marxistisch-leninistischen Darstellung der Kunst im antifaschistischen Exil                                                                                         |
| 1982 ↑ | Werner Mittenzwei | | für seinen Anteil an der ersten geschlossenen marxistisch-leninistischen Darstellung der Kunst im antifaschistischen Exil                                                                                         |
| 1982 ↑ | Autorenkollektiv des Buches Geschichte des FDGB | Autorenkollektiv des Buches Geschichte des FDGB | für seinen Anteil an der marxistisch-leninistischen Darstellung der Entwicklung der Gewerkschaftsbewegung in der DDR                                                                                              |
| 1982 ↑ | Heinz Deutschland | | für seinen Anteil an der marxistisch-leninistischen Darstellung der Entwicklung der Gewerkschaftsbewegung in der DDR                                                                                              |
| 1982 ↑ | Alfred Förster | | für seinen Anteil an der marxistisch-leninistischen Darstellung der Entwicklung der Gewerkschaftsbewegung in der DDR                                                                                              |
| 1982 ↑ | Ernst-Egon Lange | | für seinen Anteil an der marxistisch-leninistischen Darstellung der Entwicklung der Gewerkschaftsbewegung in der DDR                                                                                              |
| 1982 ↑ | Hans Polzin | | für seinen Anteil an der marxistisch-leninistischen Darstellung der Entwicklung der Gewerkschaftsbewegung in der DDR                                                                                              |
| 1982 ↑ | Günter Thoms | | für seinen Anteil an der marxistisch-leninistischen Darstellung der Entwicklung der Gewerkschaftsbewegung in der DDR                                                                                              |
| 1982 ↑ | Johanna Töpfer | | für seinen Anteil an der marxistisch-leninistischen Darstellung der Entwicklung der Gewerkschaftsbewegung in der DDR                                                                                              |
| 1982 ↑ | Autorenkollektiv des Buches Geschichte der Freien Deutschen Jugend | Autorenkollektiv des Buches Geschichte der Freien Deutschen Jugend | für seinen Anteil an der marxistisch-leninistischen Darstellung der Entwicklung des sozialistischen Jugendverbandes der DDR                                                                                       |
| 1982 ↑ | Uwe Drewes | | für seinen Anteil an der marxistisch-leninistischen Darstellung der Entwicklung des sozialistischen Jugendverbandes der DDR                                                                                       |
| 1982 ↑ | Roland Grau | | für seinen Anteil an der marxistisch-leninistischen Darstellung der Entwicklung des sozialistischen Jugendverbandes der DDR                                                                                       |
| 1982 ↑ | Klaus Jarmatz | | für seinen Anteil an der marxistisch-leninistischen Darstellung der Entwicklung des sozialistischen Jugendverbandes der DDR                                                                                       |
| 1982 ↑ | Karl Heinz Jahnke | | für seinen Anteil an der marxistisch-leninistischen Darstellung der Entwicklung des sozialistischen Jugendverbandes der DDR                                                                                       |
| 1982 ↑ | Horst Sieber | | für seinen Anteil an der marxistisch-leninistischen Darstellung der Entwicklung des sozialistischen Jugendverbandes der DDR                                                                                       |
| 1982 ↑ | Helmut Rische | Direktor des Instituts für Experimentelle Epidemiologie | für die Erarbeitung wissenschaftlicher Grundlagen zur Bekämpfung der Infektionskrankheiten sowie für seine Arbeiten auf dem Gebiet der Bakteriengenetik                                                           |
| 1983 ↑ | Kollektiv „Entwicklung spezieller Industrieofen- und Feuerungstechnik zur rationellen Gasanwendung“ aus dem VEB Gaskombinat Schwarze Pumpe | Kollektiv „Entwicklung spezieller Industrieofen- und Feuerungstechnik zur rationellen Gasanwendung“ aus dem VEB Gaskombinat Schwarze Pumpe | Für seinen Anteil an der Entwicklung energiesparender Konstruktionen, Beheizungssysteme und Berechnungsverfahren für Wärme- und Wärmebehandlungsöfen                                                              |
| 1983 ↑ | Frank Borrmann | | Für seinen Anteil an der Entwicklung energiesparender Konstruktionen, Beheizungssysteme und Berechnungsverfahren für Wärme- und Wärmebehandlungsöfen                                                              |
| 1983 ↑ | Kurt Hafner | | Für seinen Anteil an der Entwicklung energiesparender Konstruktionen, Beheizungssysteme und Berechnungsverfahren für Wärme- und Wärmebehandlungsöfen                                                              |
| 1983 ↑ | Dietrich Holze | | Für seinen Anteil an der Entwicklung energiesparender Konstruktionen, Beheizungssysteme und Berechnungsverfahren für Wärme- und Wärmebehandlungsöfen                                                              |
| 1983 ↑ | Erhard Kuntzsch | | Für seinen Anteil an der Entwicklung energiesparender Konstruktionen, Beheizungssysteme und Berechnungsverfahren für Wärme- und Wärmebehandlungsöfen                                                              |
| 1983 ↑ | Peter Mieth | | Für seinen Anteil an der Entwicklung energiesparender Konstruktionen, Beheizungssysteme und Berechnungsverfahren für Wärme- und Wärmebehandlungsöfen                                                              |
| 1983 ↑ | Wilfried Roseh | | Für seinen Anteil an der Entwicklung energiesparender Konstruktionen, Beheizungssysteme und Berechnungsverfahren für Wärme- und Wärmebehandlungsöfen                                                              |
| 1983 ↑ | Entwicklungskollektiv aus dem VEB Bergbau- und Hüttenkombinat „Albert Funk“ Freiberg | Entwicklungskollektiv aus dem VEB Bergbau- und Hüttenkombinat „Albert Funk“ Freiberg | Für seinen Anteil an der Entwicklung und Einführung neuer Werkstoffkombinationen und Technologien zur Herstellung von Kontaktelementen                                                                            |
| 1983 ↑ | Reinhard Pfeifer | | Für seinen Anteil an der Entwicklung und Einführung neuer Werkstoffkombinationen und Technologien zur Herstellung von Kontaktelementen                                                                            |
| 1983 ↑ | Dietrich Rühlicke | | Für seinen Anteil an der Entwicklung und Einführung neuer Werkstoffkombinationen und Technologien zur Herstellung von Kontaktelementen                                                                            |
| 1983 ↑ | Christian Wegerdt | | Für seinen Anteil an der Entwicklung und Einführung neuer Werkstoffkombinationen und Technologien zur Herstellung von Kontaktelementen                                                                            |
| 1983 ↑ | Bernd Wehrte | | Für seinen Anteil an der Entwicklung und Einführung neuer Werkstoffkombinationen und Technologien zur Herstellung von Kontaktelementen                                                                            |
| 1983 ↑ | Kollektiv aus dem Kombinat VEB Chemische Werke Buna | Kollektiv aus dem Kombinat VEB Chemische Werke Buna | Für seinen Anteil an der Entwicklung und Einführung neuer Verfahren zur Entmonomerisierung von Polyvinylchlorid                                                                                                   |
| 1983 ↑ | Hans Kaltwasser | | Für seinen Anteil an der Entwicklung und Einführung neuer Verfahren zur Entmonomerisierung von Polyvinylchlorid                                                                                                   |
| 1983 ↑ | Klaus-Dieter Rauchstein | | Für seinen Anteil an der Entwicklung und Einführung neuer Verfahren zur Entmonomerisierung von Polyvinylchlorid                                                                                                   |
| 1983 ↑ | Hans-Dieter Voigt | | Für seinen Anteil an der Entwicklung und Einführung neuer Verfahren zur Entmonomerisierung von Polyvinylchlorid                                                                                                   |
| 1983 ↑ | Hans-Jürgen Zimmermann | | Für seinen Anteil an der Entwicklung und Einführung neuer Verfahren zur Entmonomerisierung von Polyvinylchlorid                                                                                                   |
| 1983 ↑ | Forschungs- und Entwicklungskollektiv des Kombinates VEB Chemische Werke Buna und der Technischen Hochschule „Carl Schorlemmer“ Leuna-Merseburg | Forschungs- und Entwicklungskollektiv des Kombinates VEB Chemische Werke Buna und der Technischen Hochschule „Carl Schorlemmer“ Leuna-Merseburg | Für seinen Anteil an der Entwicklung von Verfahren der Katalysatorenchemie |
| 1983 ↑ | Lothar Beck | | Für seinen Anteil an der Entwicklung von Verfahren der Katalysatorenchemie |
| 1983 ↑ | Bodo Becker | | Für seinen Anteil an der Entwicklung von Verfahren der Katalysatorenchemie |
| 1983 ↑ | Jürgen Hellmann | | Für seinen Anteil an der Entwicklung von Verfahren der Katalysatorenchemie |
| 1983 ↑ | Peter Kripylo | | Für seinen Anteil an der Entwicklung von Verfahren der Katalysatorenchemie |
| 1983 ↑ | Lutz Mögling | | Für seinen Anteil an der Entwicklung von Verfahren der Katalysatorenchemie |
| 1983 ↑ | Dieter Schülke | | Für seinen Anteil an der Entwicklung von Verfahren der Katalysatorenchemie |
| 1983 ↑ | Kollektiv aus dem VEB Carl Zeiss Jena | Kollektiv aus dem VEB Carl Zeiss Jena | Für seinen Anteil an der Schaffung technologischer Grundlagen und der Produktionsüberleitung optoelektronischer Geräte                                                                                            |
| 1983 ↑ | Ulrich Böttcher | | Für seinen Anteil an der Schaffung technologischer Grundlagen und der Produktionsüberleitung optoelektronischer Geräte                                                                                            |
| 1983 ↑ | Klaus Gallnar | | Für seinen Anteil an der Schaffung technologischer Grundlagen und der Produktionsüberleitung optoelektronischer Geräte                                                                                            |
| 1983 ↑ | Günter Jahn | | Für seinen Anteil an der Schaffung technologischer Grundlagen und der Produktionsüberleitung optoelektronischer Geräte                                                                                            |
| 1983 ↑ | Dieter Nasendorf | | Für seinen Anteil an der Schaffung technologischer Grundlagen und der Produktionsüberleitung optoelektronischer Geräte                                                                                            |
| 1983 ↑ | Klaus Nitsche | | Für seinen Anteil an der Schaffung technologischer Grundlagen und der Produktionsüberleitung optoelektronischer Geräte                                                                                            |
| 1983 ↑ | Entwicklungskollektiv aus dem VEB Fahrzeugelektrik Pirna | Entwicklungskollektiv aus dem VEB Fahrzeugelektrik Pirna | Für seinen Anteil an der Entwicklung eines technologischen Verfahrens zur Herstellung von langlebigen Elektroenergiespeichern                                                                                     |
| 1983 ↑ | Ernst Brackmann | | Für seinen Anteil an der Entwicklung eines technologischen Verfahrens zur Herstellung von langlebigen Elektroenergiespeichern                                                                                     |
| 1983 ↑ | Gerd Fehrmann | | Für seinen Anteil an der Entwicklung eines technologischen Verfahrens zur Herstellung von langlebigen Elektroenergiespeichern                                                                                     |
| 1983 ↑ | Rainer Frömmel | | Für seinen Anteil an der Entwicklung eines technologischen Verfahrens zur Herstellung von langlebigen Elektroenergiespeichern                                                                                     |
| 1983 ↑ | Wolfgang Nitzsche | | Für seinen Anteil an der Entwicklung eines technologischen Verfahrens zur Herstellung von langlebigen Elektroenergiespeichern                                                                                     |
| 1983 ↑ | Peter Richter | | Für seinen Anteil an der Entwicklung eines technologischen Verfahrens zur Herstellung von langlebigen Elektroenergiespeichern                                                                                     |
| 1983 ↑ | Ernst Wiedner | | Für seinen Anteil an der Entwicklung eines technologischen Verfahrens zur Herstellung von langlebigen Elektroenergiespeichern                                                                                     |
| 1983 ↑ | Rüdiger Wolf | | Für seinen Anteil an der Entwicklung eines technologischen Verfahrens zur Herstellung von langlebigen Elektroenergiespeichern                                                                                     |
| 1983 ↑ | Entwicklungskollektiv aus dem VEB Kranbau Eberswalde | Entwicklungskollektiv aus dem VEB Kranbau Eberswalde | Für seinen Anteil an der Entwicklung von hocheffektiven Hafenkranen für Container, Stück- und Schüttgutumschlag                                                                                                   |
| 1983 ↑ | Wolfgang Janke | | Für seinen Anteil an der Entwicklung von hocheffektiven Hafenkranen für Container, Stück- und Schüttgutumschlag                                                                                                   |
| 1983 ↑ | Richard Linde | | Für seinen Anteil an der Entwicklung von hocheffektiven Hafenkranen für Container, Stück- und Schüttgutumschlag                                                                                                   |
| 1983 ↑ | Siegfried Mayer | | Für seinen Anteil an der Entwicklung von hocheffektiven Hafenkranen für Container, Stück- und Schüttgutumschlag                                                                                                   |
| 1983 ↑ | Günter Naß | | Für seinen Anteil an der Entwicklung von hocheffektiven Hafenkranen für Container, Stück- und Schüttgutumschlag                                                                                                   |
| 1983 ↑ | Peter Spiegelberg | | Für seinen Anteil an der Entwicklung von hocheffektiven Hafenkranen für Container, Stück- und Schüttgutumschlag                                                                                                   |
| 1983 ↑ | Entwicklungskollektiv aus dem VEB Volkswerft Stralsund | Entwicklungskollektiv aus dem VEB Volkswerft Stralsund | Für seinen Anteil an der Entwicklung eines hochleistungsfähigen Fischfang- und Verarbeitungsschiffes |
| 1983 ↑ | Peter Kuhnert | | Für seinen Anteil an der Entwicklung eines hochleistungsfähigen Fischfang- und Verarbeitungsschiffes |
| 1983 ↑ | Wilhelm Nowak | | Für seinen Anteil an der Entwicklung eines hochleistungsfähigen Fischfang- und Verarbeitungsschiffes |
| 1983 ↑ | Paul-Gerhard Reinke | | Für seinen Anteil an der Entwicklung eines hochleistungsfähigen Fischfang- und Verarbeitungsschiffes |
| 1983 ↑ | Hans-Bernhard Richter | | Für seinen Anteil an der Entwicklung eines hochleistungsfähigen Fischfang- und Verarbeitungsschiffes |
| 1983 ↑ | Horst Schuster | | Für seinen Anteil an der Entwicklung eines hochleistungsfähigen Fischfang- und Verarbeitungsschiffes |
| 1983 ↑ | Dietmar Sucker | | Für seinen Anteil an der Entwicklung eines hochleistungsfähigen Fischfang- und Verarbeitungsschiffes |
| 1983 ↑ | Forschungskollektiv aus dem VEB Geologische Forschung und Erkundung Freiberg | Forschungskollektiv aus dem VEB Geologische Forschung und Erkundung Freiberg | Für seinen Anteil an der Erforschung der Braunkohlenführung auf dem Gebiet der DDR |
| 1983 ↑ | Helmut Eilers | | Für seinen Anteil an der Erforschung der Braunkohlenführung auf dem Gebiet der DDR |
| 1983 ↑ | Klaus Fandrieb | | Für seinen Anteil an der Erforschung der Braunkohlenführung auf dem Gebiet der DDR |
| 1983 ↑ | Marion Graichen | | Für seinen Anteil an der Erforschung der Braunkohlenführung auf dem Gebiet der DDR |
| 1983 ↑ | Diethelm Müller | | Für seinen Anteil an der Erforschung der Braunkohlenführung auf dem Gebiet der DDR |
| 1983 ↑ | Peter Reinhard | | Für seinen Anteil an der Erforschung der Braunkohlenführung auf dem Gebiet der DDR |
| 1983 ↑ | Kollektiv aus dem VEB Zementkombinat Dessau | Kollektiv aus dem VEB Zementkombinat Dessau | Für seinen Anteil an der Energieträgerumstellung auf einheimische feste Brennstoffe bei der Zementherstellung |
| 1983 ↑ | Egbert Hentrieh | | Für seinen Anteil an der Energieträgerumstellung auf einheimische feste Brennstoffe bei der Zementherstellung |
| 1983 ↑ | Horst Huckauf | | Für seinen Anteil an der Energieträgerumstellung auf einheimische feste Brennstoffe bei der Zementherstellung |
| 1983 ↑ | Hans-Joachim Kästner | | Für seinen Anteil an der Energieträgerumstellung auf einheimische feste Brennstoffe bei der Zementherstellung |
| 1983 ↑ | Walter Krüfer | | Für seinen Anteil an der Energieträgerumstellung auf einheimische feste Brennstoffe bei der Zementherstellung |
| 1983 ↑ | Peter Simelka | | Für seinen Anteil an der Energieträgerumstellung auf einheimische feste Brennstoffe bei der Zementherstellung |
| 1983 ↑ | Heinrich Tschirpke | | Für seinen Anteil an der Energieträgerumstellung auf einheimische feste Brennstoffe bei der Zementherstellung |
| 1983 ↑ | Entwicklungskollektiv „Fernwärmeversorgung“ im Neubaugebiet Erfurt/Herrenberg | Entwicklungskollektiv „Fernwärmeversorgung“ im Neubaugebiet Erfurt/Herrenberg | Für seinen Anteil an der Erarbeitung neuer Lösungen zur direkten Einspeisung für die Fernwärmeversorgung |
| 1983 ↑ | Karl-Heinz August | | Für seinen Anteil an der Erarbeitung neuer Lösungen zur direkten Einspeisung für die Fernwärmeversorgung |
| 1983 ↑ | Hermann Kittner | | Für seinen Anteil an der Erarbeitung neuer Lösungen zur direkten Einspeisung für die Fernwärmeversorgung |
| 1983 ↑ | Gerhard Klotz | | Für seinen Anteil an der Erarbeitung neuer Lösungen zur direkten Einspeisung für die Fernwärmeversorgung |
| 1983 ↑ | Jürgen Meyer | | Für seinen Anteil an der Erarbeitung neuer Lösungen zur direkten Einspeisung für die Fernwärmeversorgung |
| 1983 ↑ | Claudius Nestke | | Für seinen Anteil an der Erarbeitung neuer Lösungen zur direkten Einspeisung für die Fernwärmeversorgung |
| 1983 ↑ | Karl-Heinz Pfeiffer | | Für seinen Anteil an der Erarbeitung neuer Lösungen zur direkten Einspeisung für die Fernwärmeversorgung |
| 1983 ↑ | Forschungskollektiv „Geflügelimpfstoffe“ | Forschungskollektiv „Geflügelimpfstoffe“ | Für seinen Anteil an der Entwicklung und Erprobung leistungsfähiger Impfstoffe gegen Geflügelkrankheiten |
| 1983 ↑ | Jürgen Bohne | | Für seinen Anteil an der Entwicklung und Erprobung leistungsfähiger Impfstoffe gegen Geflügelkrankheiten |
| 1983 ↑ | Christian Kretzschmar | | Für seinen Anteil an der Entwicklung und Erprobung leistungsfähiger Impfstoffe gegen Geflügelkrankheiten |
| 1983 ↑ | Hans Müller | | Für seinen Anteil an der Entwicklung und Erprobung leistungsfähiger Impfstoffe gegen Geflügelkrankheiten |
| 1983 ↑ | Dietrich Nestitz | | Für seinen Anteil an der Entwicklung und Erprobung leistungsfähiger Impfstoffe gegen Geflügelkrankheiten |
| 1983 ↑ | Ursula Schmidt | | Für seinen Anteil an der Entwicklung und Erprobung leistungsfähiger Impfstoffe gegen Geflügelkrankheiten |
| 1983 ↑ | Gertrud Schröter | | Für seinen Anteil an der Entwicklung und Erprobung leistungsfähiger Impfstoffe gegen Geflügelkrankheiten |
| 1983 ↑ | Forschungskollektiv des Zentralinstituts für Kernforschung Rossendorf der Akademie der Wissenschaften der DDR | Forschungskollektiv des Zentralinstituts für Kernforschung Rossendorf der Akademie der Wissenschaften der DDR | Für seinen Anteil an den wissenschaftlichen Arbeiten zur Theorie kollektiver Bewegungsformen in Atomkernen |
| 1983 ↑ | Friedrich Donau | | Für seinen Anteil an den wissenschaftlichen Arbeiten zur Theorie kollektiver Bewegungsformen in Atomkernen |
| 1983 ↑ | Stefan Frauendorf | | Für seinen Anteil an den wissenschaftlichen Arbeiten zur Theorie kollektiver Bewegungsformen in Atomkernen |
| 1983 ↑ | Lothar Funke | | Für seinen Anteil an den wissenschaftlichen Arbeiten zur Theorie kollektiver Bewegungsformen in Atomkernen |
| 1983 ↑ | Dietmar Janssen | | Für seinen Anteil an den wissenschaftlichen Arbeiten zur Theorie kollektiver Bewegungsformen in Atomkernen |
| 1983 ↑ | Frank-Rainer May | | Für seinen Anteil an den wissenschaftlichen Arbeiten zur Theorie kollektiver Bewegungsformen in Atomkernen |
| 1983 ↑ | Ludwig Münchow | | Für seinen Anteil an den wissenschaftlichen Arbeiten zur Theorie kollektiver Bewegungsformen in Atomkernen |
| 1983 ↑ | Autorenkollektiv der Sektion Afrika- und Nahostwissenschaften der Karl-Marx-Universität Leipzig | Autorenkollektiv der Sektion Afrika- und Nahostwissenschaften der Karl-Marx-Universität Leipzig | Für seine wissenschaftlichen Leistungen bei der Ausarbeitung der „Geschichte der Araber – von den Anfängen bis zur Gegenwart“                                                                                     |
| 1983 ↑ | Günter Barthel | | Für seine wissenschaftlichen Leistungen bei der Ausarbeitung der „Geschichte der Araber – von den Anfängen bis zur Gegenwart“                                                                                     |
| 1983 ↑ | Armin Börner | | Für seine wissenschaftlichen Leistungen bei der Ausarbeitung der „Geschichte der Araber – von den Anfängen bis zur Gegenwart“                                                                                     |
| 1983 ↑ | Jürgen Brandt | | Für seine wissenschaftlichen Leistungen bei der Ausarbeitung der „Geschichte der Araber – von den Anfängen bis zur Gegenwart“                                                                                     |
| 1983 ↑ | Helmut Nimschowski | | Für seine wissenschaftlichen Leistungen bei der Ausarbeitung der „Geschichte der Araber – von den Anfängen bis zur Gegenwart“                                                                                     |
| 1983 ↑ | Holger Preißler | | Für seine wissenschaftlichen Leistungen bei der Ausarbeitung der „Geschichte der Araber – von den Anfängen bis zur Gegenwart“                                                                                     |
| 1983 ↑ | Lothar Rathmann | | Für seine wissenschaftlichen Leistungen bei der Ausarbeitung der „Geschichte der Araber – von den Anfängen bis zur Gegenwart“                                                                                     |
| 1983 ↑ | Ilse Richter | | Für seine wissenschaftlichen Leistungen bei der Ausarbeitung der „Geschichte der Araber – von den Anfängen bis zur Gegenwart“                                                                                     |
| 1983 ↑ | Herausgeberkollektiv „Atlas Deutsche Demokratische Republik“ | Herausgeberkollektiv „Atlas Deutsche Demokratische Republik“ | Für seine wissenschaftlichen Leistungen bei der Ausarbeitung und Gestaltung des „Atlas der Deutschen Demokratischen Republik“                                                                                     |
| 1983 ↑ | Ernst Benedict | | Für seine wissenschaftlichen Leistungen bei der Ausarbeitung und Gestaltung des „Atlas der Deutschen Demokratischen Republik“                                                                                     |
| 1983 ↑ | Horst Kohl | —in memoriam— | Für seine wissenschaftlichen Leistungen bei der Ausarbeitung und Gestaltung des „Atlas der Deutschen Demokratischen Republik“                                                                                     |
| 1983 ↑ | Edgar Lehmann | | Für seine wissenschaftlichen Leistungen bei der Ausarbeitung und Gestaltung des „Atlas der Deutschen Demokratischen Republik“                                                                                     |
| 1983 ↑ | Rudi Orrissek | | Für seine wissenschaftlichen Leistungen bei der Ausarbeitung und Gestaltung des „Atlas der Deutschen Demokratischen Republik“                                                                                     |
| 1983 ↑ | Hans Richter | | Für seine wissenschaftlichen Leistungen bei der Ausarbeitung und Gestaltung des „Atlas der Deutschen Demokratischen Republik“                                                                                     |
| 1983 ↑ | Heinz Sanke | | Für seine wissenschaftlichen Leistungen bei der Ausarbeitung und Gestaltung des „Atlas der Deutschen Demokratischen Republik“                                                                                     |
| 1983 ↑ | Werner Stams | | Für seine wissenschaftlichen Leistungen bei der Ausarbeitung und Gestaltung des „Atlas der Deutschen Demokratischen Republik“                                                                                     |
| 1983 ↑ | Forschungskollektiv „Neue Bodenbearbeitungstechnik“ | Forschungskollektiv „Neue Bodenbearbeitungstechnik“ | Für seinen Anteil an der Entwicklung und Erprobung neuer Werkzeuge und Gerätekombinationen für die Bodenbearbeitung                                                                                               |
| 1983 ↑ | Christoph Bernard | | Für seinen Anteil an der Entwicklung und Erprobung neuer Werkzeuge und Gerätekombinationen für die Bodenbearbeitung                                                                                               |
| 1983 ↑ | Horst Domsch | | Für seinen Anteil an der Entwicklung und Erprobung neuer Werkzeuge und Gerätekombinationen für die Bodenbearbeitung                                                                                               |
| 1983 ↑ | Horst Dünnebeil | | Für seinen Anteil an der Entwicklung und Erprobung neuer Werkzeuge und Gerätekombinationen für die Bodenbearbeitung                                                                                               |
| 1983 ↑ | Wolf-Dieter Kalk | | Für seinen Anteil an der Entwicklung und Erprobung neuer Werkzeuge und Gerätekombinationen für die Bodenbearbeitung                                                                                               |
| 1983 ↑ | Anton Kunze | | Für seinen Anteil an der Entwicklung und Erprobung neuer Werkzeuge und Gerätekombinationen für die Bodenbearbeitung                                                                                               |
| 1983 ↑ | Heinz Petelkau | | Für seinen Anteil an der Entwicklung und Erprobung neuer Werkzeuge und Gerätekombinationen für die Bodenbearbeitung                                                                                               |
| 1984 ↑ | Kollektiv aus dem Volkseigenen Braunkohlenkombinat Senftenberg | Kollektiv aus dem Volkseigenen Braunkohlenkombinat Senftenberg | Für seinen Anteil bei der Intensivierung und Leistungssteigerung der 60-m-Abraumförderbrücken |
| 1984 ↑ | Egon Breitkreutz | | Für seinen Anteil bei der Intensivierung und Leistungssteigerung der 60-m-Abraumförderbrücken |
| 1984 ↑ | Peter Flechsig | | Für seinen Anteil bei der Intensivierung und Leistungssteigerung der 60-m-Abraumförderbrücken |
| 1984 ↑ | Manfred Havenstein | | Für seinen Anteil bei der Intensivierung und Leistungssteigerung der 60-m-Abraumförderbrücken |
| 1984 ↑ | Paul Nevoigt | | Für seinen Anteil bei der Intensivierung und Leistungssteigerung der 60-m-Abraumförderbrücken |
| 1984 ↑ | Harry Patzig | | Für seinen Anteil bei der Intensivierung und Leistungssteigerung der 60-m-Abraumförderbrücken |
| 1984 ↑ | Hartmuth Strangfeld | | Für seinen Anteil bei der Intensivierung und Leistungssteigerung der 60-m-Abraumförderbrücken |
| 1984 ↑ | Kollektiv aus dem Volkseigenen Kombinat Anlagenbau Braunkohle, Regis | Kollektiv aus dem Volkseigenen Kombinat Anlagenbau Braunkohle, Regis | Für seinen Anteil an der Entwicklung eines vollautomatischen Transportsystems in metallverarbeitenden Betrieben mit Klein- und Mittelserienfertigung                                                              |
| 1984 ↑ | Hans-Joachim Bromberger | | Für seinen Anteil an der Entwicklung eines vollautomatischen Transportsystems in metallverarbeitenden Betrieben mit Klein- und Mittelserienfertigung                                                              |
| 1984 ↑ | Karl-Heinz Junghänel | | Für seinen Anteil an der Entwicklung eines vollautomatischen Transportsystems in metallverarbeitenden Betrieben mit Klein- und Mittelserienfertigung                                                              |
| 1984 ↑ | Klaus Lehmann | | Für seinen Anteil an der Entwicklung eines vollautomatischen Transportsystems in metallverarbeitenden Betrieben mit Klein- und Mittelserienfertigung                                                              |
| 1984 ↑ | Lutz Stephan | | Für seinen Anteil an der Entwicklung eines vollautomatischen Transportsystems in metallverarbeitenden Betrieben mit Klein- und Mittelserienfertigung                                                              |
| 1984 ↑ | Hermann Stollberg | | Für seinen Anteil an der Entwicklung eines vollautomatischen Transportsystems in metallverarbeitenden Betrieben mit Klein- und Mittelserienfertigung                                                              |
| 1984 ↑ | Wolfgang Wagner | | Für seinen Anteil an der Entwicklung eines vollautomatischen Transportsystems in metallverarbeitenden Betrieben mit Klein- und Mittelserienfertigung                                                              |
| 1984 ↑ | Forschungs- und Entwicklungskollektiv des VEB Kombinat Agrochemie Piesteritz, Stammbetrieb | Forschungs- und Entwicklungskollektiv des VEB Kombinat Agrochemie Piesteritz, Stammbetrieb | Für seinen Anteil an der Intensivierung der Harnstoffanlagen und der Sicherung einer hohen Harnstoffqualität |
| 1984 ↑ | Bodo Auräth | | Für seinen Anteil an der Intensivierung der Harnstoffanlagen und der Sicherung einer hohen Harnstoffqualität |
| 1984 ↑ | Gunter Constabel | | Für seinen Anteil an der Intensivierung der Harnstoffanlagen und der Sicherung einer hohen Harnstoffqualität |
| 1984 ↑ | Harald Hose | | Für seinen Anteil an der Intensivierung der Harnstoffanlagen und der Sicherung einer hohen Harnstoffqualität |
| 1984 ↑ | Siegfried Leithoff | | Für seinen Anteil an der Intensivierung der Harnstoffanlagen und der Sicherung einer hohen Harnstoffqualität |
| 1984 ↑ | Manfred Oertel | | Für seinen Anteil an der Intensivierung der Harnstoffanlagen und der Sicherung einer hohen Harnstoffqualität |
| 1984 ↑ | Hans-Joachim Wachsmuth | | Für seinen Anteil an der Intensivierung der Harnstoffanlagen und der Sicherung einer hohen Harnstoffqualität |
| 1984 ↑ | Forschungs- und Entwicklungskollektiv des VEB Chemische Werke Buna, des VEB Kombinat Agrochemie Piesteritz und der Technischen Hochschule „Carl Schorlemmer“ Leuna-Merseburg | Forschungs- und Entwicklungskollektiv des VEB Chemische Werke Buna, des VEB Kombinat Agrochemie Piesteritz und der Technischen Hochschule „Carl Schorlemmer“ Leuna-Merseburg | Für seinen Anteil an der Substitution von Steinkohlenkoks durch Einsatz von BHT-Koks in der Karbidproduktion |
| 1984 ↑ | Klaus Budde | | Für seinen Anteil an der Substitution von Steinkohlenkoks durch Einsatz von BHT-Koks in der Karbidproduktion |
| 1984 ↑ | Klaus Dietrich | | Für seinen Anteil an der Substitution von Steinkohlenkoks durch Einsatz von BHT-Koks in der Karbidproduktion |
| 1984 ↑ | Gerhard Geipel | | Für seinen Anteil an der Substitution von Steinkohlenkoks durch Einsatz von BHT-Koks in der Karbidproduktion |
| 1984 ↑ | Winfried Huth | | Für seinen Anteil an der Substitution von Steinkohlenkoks durch Einsatz von BHT-Koks in der Karbidproduktion |
| 1984 ↑ | Wolfgang Kiele | | Für seinen Anteil an der Substitution von Steinkohlenkoks durch Einsatz von BHT-Koks in der Karbidproduktion |
| 1984 ↑ | Dieter Schäfer | | Für seinen Anteil an der Substitution von Steinkohlenkoks durch Einsatz von BHT-Koks in der Karbidproduktion |
| 1984 ↑ | Entwicklungskollektiv aus dem Kombinat VEB Keramische Werke Hermsdorf, dem Physikalisch-Technischen Institut Jena der Akademie der Wissenschaften der DDR und dem Forschungsinstitut „Manfred von Ardenne“, Dresden                                                                                              | Entwicklungskollektiv aus dem Kombinat VEB Keramische Werke Hermsdorf, dem Physikalisch-Technischen Institut Jena der Akademie der Wissenschaften der DDR und dem Forschungsinstitut „Manfred von Ardenne“, Dresden                                                                                              | Für die Erarbeitung einer neuen Basistechnologie für die Dünnfilmhybridtechnik |
| 1984 ↑ | Helmut Dintner | | Für die Erarbeitung einer neuen Basistechnologie für die Dünnfilmhybridtechnik |
| 1984 ↑ | Heinz Döhler | | Für die Erarbeitung einer neuen Basistechnologie für die Dünnfilmhybridtechnik |
| 1984 ↑ | Jürgen Henneberger | | Für die Erarbeitung einer neuen Basistechnologie für die Dünnfilmhybridtechnik |
| 1984 ↑ | Albrecht Lerm | | Für die Erarbeitung einer neuen Basistechnologie für die Dünnfilmhybridtechnik |
| 1984 ↑ | Siegfried Panzer | | Für die Erarbeitung einer neuen Basistechnologie für die Dünnfilmhybridtechnik |
| 1984 ↑ | Georg Pfeil | | Für die Erarbeitung einer neuen Basistechnologie für die Dünnfilmhybridtechnik |
| 1984 ↑ | Gerold Vogler | | Für die Erarbeitung einer neuen Basistechnologie für die Dünnfilmhybridtechnik |
| 1984 ↑ | Entwicklungskollektiv des VEB Elite-Diamant Karl-Marx-Stadt | Entwicklungskollektiv des VEB Elite-Diamant Karl-Marx-Stadt | Für seinen Anteil an der Entwicklung und Produktionseinführung von elektronisch gesteuerten Flachstrickmaschinen                                                                                                  |
| 1984 ↑ | Ludwig Heeg | | Für seinen Anteil an der Entwicklung und Produktionseinführung von elektronisch gesteuerten Flachstrickmaschinen                                                                                                  |
| 1984 ↑ | Klaus Hellwig | | Für seinen Anteil an der Entwicklung und Produktionseinführung von elektronisch gesteuerten Flachstrickmaschinen                                                                                                  |
| 1984 ↑ | Günther Keßler | | Für seinen Anteil an der Entwicklung und Produktionseinführung von elektronisch gesteuerten Flachstrickmaschinen                                                                                                  |
| 1984 ↑ | Martin Meinert | | Für seinen Anteil an der Entwicklung und Produktionseinführung von elektronisch gesteuerten Flachstrickmaschinen                                                                                                  |
| 1984 ↑ | Hartwig Müller (Ingenieur) | | Für seinen Anteil an der Entwicklung und Produktionseinführung von elektronisch gesteuerten Flachstrickmaschinen                                                                                                  |
| 1984 ↑ | Wolfgang Rose | | Für seinen Anteil an der Entwicklung und Produktionseinführung von elektronisch gesteuerten Flachstrickmaschinen                                                                                                  |
| 1984 ↑ | Entwicklungskollektiv aus dem VEB Verpackungsmaschinenbau Dresden | Entwicklungskollektiv aus dem VEB Verpackungsmaschinenbau Dresden | Für seine hervorragenden Leistungen auf dem Gebiet der Süßwarenverpackungstechnik |
| 1984 ↑ | Günter Förster | | Für seine hervorragenden Leistungen auf dem Gebiet der Süßwarenverpackungstechnik |
| 1984 ↑ | Karl Große | | Für seine hervorragenden Leistungen auf dem Gebiet der Süßwarenverpackungstechnik |
| 1984 ↑ | Dieter Hunziger | | Für seine hervorragenden Leistungen auf dem Gebiet der Süßwarenverpackungstechnik |
| 1984 ↑ | Werner Kmoch | | Für seine hervorragenden Leistungen auf dem Gebiet der Süßwarenverpackungstechnik |
| 1984 ↑ | Peter Pietsch | | Für seine hervorragenden Leistungen auf dem Gebiet der Süßwarenverpackungstechnik |
| 1984 ↑ | Rudolf Vorndran | | Für seine hervorragenden Leistungen auf dem Gebiet der Süßwarenverpackungstechnik |
| 1984 ↑ | Entwicklungskollektiv aus dem VEB Flachglaskombinat Torgau und dem Forschungsinstitut „Manfred von Ardenne“, Dresden | Entwicklungskollektiv aus dem VEB Flachglaskombinat Torgau und dem Forschungsinstitut „Manfred von Ardenne“, Dresden | Für seinen Anteil an der Ausarbeitung und großtechnischen Erprobung einer neuen Basistechnologie zum Vakuumbeschichten großer Glasflächen                                                                         |
| 1984 ↑ | Hans-Joachim Becker | | Für seinen Anteil an der Ausarbeitung und großtechnischen Erprobung einer neuen Basistechnologie zum Vakuumbeschichten großer Glasflächen                                                                         |
| 1984 ↑ | Günter Beister | | Für seinen Anteil an der Ausarbeitung und großtechnischen Erprobung einer neuen Basistechnologie zum Vakuumbeschichten großer Glasflächen                                                                         |
| 1984 ↑ | Manfred Krüger | | Für seinen Anteil an der Ausarbeitung und großtechnischen Erprobung einer neuen Basistechnologie zum Vakuumbeschichten großer Glasflächen                                                                         |
| 1984 ↑ | Heinz Schicht | | Für seinen Anteil an der Ausarbeitung und großtechnischen Erprobung einer neuen Basistechnologie zum Vakuumbeschichten großer Glasflächen                                                                         |
| 1984 ↑ | Siegfried Schiller | | Für seinen Anteil an der Ausarbeitung und großtechnischen Erprobung einer neuen Basistechnologie zum Vakuumbeschichten großer Glasflächen                                                                         |
| 1984 ↑ | Kollektiv des Instituts für Pflanzenschutzforschung Kleinmachnow der Akademie der Landwirtschaftswissenschaften der DDR, der Martin-Luther-Universität Halle, des Pflanzenschutzamtes des Bezirkes Schwerin und des Ministeriums für Land-, Forst- und Nahrungsgüterwirtschaft der DDR                           | Kollektiv des Instituts für Pflanzenschutzforschung Kleinmachnow der Akademie der Landwirtschaftswissenschaften der DDR, der Martin-Luther-Universität Halle, des Pflanzenschutzamtes des Bezirkes Schwerin und des Ministeriums für Land-, Forst- und Nahrungsgüterwirtschaft der DDR                           | Für seinen Anteil an der Entwicklung der Schaderreger- und Bestandsüberwachung auf der Basis der elektronischen Datenverarbeitung und der Einführung in die Pflanzenschutzpraxis der Landwirtschaft der DDR       |
| 1984 ↑ | Werner Ebert | | Für seinen Anteil an der Entwicklung der Schaderreger- und Bestandsüberwachung auf der Basis der elektronischen Datenverarbeitung und der Einführung in die Pflanzenschutzpraxis der Landwirtschaft der DDR       |
| 1984 ↑ | Volkmar Gutsehe | | Für seinen Anteil an der Entwicklung der Schaderreger- und Bestandsüberwachung auf der Basis der elektronischen Datenverarbeitung und der Einführung in die Pflanzenschutzpraxis der Landwirtschaft der DDR       |
| 1984 ↑ | Günter Legde | | Für seinen Anteil an der Entwicklung der Schaderreger- und Bestandsüberwachung auf der Basis der elektronischen Datenverarbeitung und der Einführung in die Pflanzenschutzpraxis der Landwirtschaft der DDR       |
| 1984 ↑ | Peter Schwähn | | Für seinen Anteil an der Entwicklung der Schaderreger- und Bestandsüberwachung auf der Basis der elektronischen Datenverarbeitung und der Einführung in die Pflanzenschutzpraxis der Landwirtschaft der DDR       |
| 1984 ↑ | Reinhard Trommer | | Für seinen Anteil an der Entwicklung der Schaderreger- und Bestandsüberwachung auf der Basis der elektronischen Datenverarbeitung und der Einführung in die Pflanzenschutzpraxis der Landwirtschaft der DDR       |
| 1984 ↑ | Theo Wetzel | | Für seinen Anteil an der Entwicklung der Schaderreger- und Bestandsüberwachung auf der Basis der elektronischen Datenverarbeitung und der Einführung in die Pflanzenschutzpraxis der Landwirtschaft der DDR       |
| 1984 ↑ | Kollektiv von Genossenschaftsbauern aus den Landwirtschaftlichen Produktionsgenossenschaften der Kooperation Mühlhausen | Kollektiv von Genossenschaftsbauern aus den Landwirtschaftlichen Produktionsgenossenschaften der Kooperation Mühlhausen | Für seinen Anteil an der Durchsetzung des wissenschaftlich-technischen Fortschritts bei der Entwicklung und Anwendung neuer Verfahren zur Produktion und Verarbeitung von Obst und Gemüse                         |
| 1984 ↑ | Erich Arand | | Für seinen Anteil an der Durchsetzung des wissenschaftlich-technischen Fortschritts bei der Entwicklung und Anwendung neuer Verfahren zur Produktion und Verarbeitung von Obst und Gemüse                         |
| 1984 ↑ | Fritz Herwig | | Für seinen Anteil an der Durchsetzung des wissenschaftlich-technischen Fortschritts bei der Entwicklung und Anwendung neuer Verfahren zur Produktion und Verarbeitung von Obst und Gemüse                         |
| 1984 ↑ | Wilhelm Klinge | | Für seinen Anteil an der Durchsetzung des wissenschaftlich-technischen Fortschritts bei der Entwicklung und Anwendung neuer Verfahren zur Produktion und Verarbeitung von Obst und Gemüse                         |
| 1984 ↑ | Erika Lehnert | | Für seinen Anteil an der Durchsetzung des wissenschaftlich-technischen Fortschritts bei der Entwicklung und Anwendung neuer Verfahren zur Produktion und Verarbeitung von Obst und Gemüse                         |
| 1984 ↑ | Winfried Skambraks | | Für seinen Anteil an der Durchsetzung des wissenschaftlich-technischen Fortschritts bei der Entwicklung und Anwendung neuer Verfahren zur Produktion und Verarbeitung von Obst und Gemüse                         |
| 1984 ↑ | Eberhard Weißenborn | | Für seinen Anteil an der Durchsetzung des wissenschaftlich-technischen Fortschritts bei der Entwicklung und Anwendung neuer Verfahren zur Produktion und Verarbeitung von Obst und Gemüse                         |
| 1984 ↑ | Kollektiv aus der Zentralklinik für Herz- und Lungenkrankheiten Bad Berka, der Humboldt-Universität zu Berlin und der Karl-Marx-Universität Leipzig | Kollektiv aus der Zentralklinik für Herz- und Lungenkrankheiten Bad Berka, der Humboldt-Universität zu Berlin und der Karl-Marx-Universität Leipzig | Für seinen Anteil an der Entwicklung der Herzchirurgie in der DDR |
| 1984 ↑ | Jürgen Bohm | | Für seinen Anteil an der Entwicklung der Herzchirurgie in der DDR |
| 1984 ↑ | Heinz Eger | | Für seinen Anteil an der Entwicklung der Herzchirurgie in der DDR |
| 1984 ↑ | Gerhard Grünes | | Für seinen Anteil an der Entwicklung der Herzchirurgie in der DDR |
| 1984 ↑ | Karl-Friedrich Lindenau | | Für seinen Anteil an der Entwicklung der Herzchirurgie in der DDR |
| 1984 ↑ | Derk Olthoff | | Für seinen Anteil an der Entwicklung der Herzchirurgie in der DDR |
| 1984 ↑ | Manfred Schädlich | | Für seinen Anteil an der Entwicklung der Herzchirurgie in der DDR |
| 1984 ↑ | Wolfgang Ursinus | | Für seinen Anteil an der Entwicklung der Herzchirurgie in der DDR |
| 1984 ↑ | Harry Wamke | | Für seinen Anteil an der Entwicklung der Herzchirurgie in der DDR |
| 1984 ↑ | Entwicklungs- und Überführungskollektiv des Zentralinstituts für Mikrobiologie und experimentelle Therapie der Akademie der Wissenschaften der DDR und des VEB Jenapharm | Entwicklungs- und Überführungskollektiv des Zentralinstituts für Mikrobiologie und experimentelle Therapie der Akademie der Wissenschaften der DDR und des VEB Jenapharm | Für seinen Anteil an der Entwicklung und Einführung des Antibiotikums Nourseothricin als Futterzusatzstoff für die Tierproduktion                                                                                 |
| 1984 ↑ | Friedrich Bergter | | Für seinen Anteil an der Entwicklung und Einführung des Antibiotikums Nourseothricin als Futterzusatzstoff für die Tierproduktion                                                                                 |
| 1984 ↑ | Harald Bocker | | Für seinen Anteil an der Entwicklung und Einführung des Antibiotikums Nourseothricin als Futterzusatzstoff für die Tierproduktion                                                                                 |
| 1984 ↑ | Ingeborg Heller | | Für seinen Anteil an der Entwicklung und Einführung des Antibiotikums Nourseothricin als Futterzusatzstoff für die Tierproduktion                                                                                 |
| 1984 ↑ | Arno Hennig | | Für seinen Anteil an der Entwicklung und Einführung des Antibiotikums Nourseothricin als Futterzusatzstoff für die Tierproduktion                                                                                 |
| 1984 ↑ | Hellmut Linde | | Für seinen Anteil an der Entwicklung und Einführung des Antibiotikums Nourseothricin als Futterzusatzstoff für die Tierproduktion                                                                                 |
| 1985 ↑ | Forschungskollektiv der Volkseigenen Braunkohlenkombinate Senftenberg und Bitterfeld, der Bergakademie Freiberg und der Obersten Bergbehörde beim Ministerrat der DDR | Forschungskollektiv der Volkseigenen Braunkohlenkombinate Senftenberg und Bitterfeld, der Bergakademie Freiberg und der Obersten Bergbehörde beim Ministerrat der DDR | Für seinen Anteil an der Schaffung der wissenschaftlichen Grundlagen und meßtechnischen Voraussetzungen für die Gewährleistung der geotechnischen Standsicherheit hoher Kippen- und Böschungssysteme in Tagebauen |
| 1985 ↑ | Dieter Dierichs | | Für seinen Anteil an der Schaffung der wissenschaftlichen Grundlagen und meßtechnischen Voraussetzungen für die Gewährleistung der geotechnischen Standsicherheit hoher Kippen- und Böschungssysteme in Tagebauen |
| 1985 ↑ | Wolfgang Föntet | | Für seinen Anteil an der Schaffung der wissenschaftlichen Grundlagen und meßtechnischen Voraussetzungen für die Gewährleistung der geotechnischen Standsicherheit hoher Kippen- und Böschungssysteme in Tagebauen |
| 1985 ↑ | Clemens Hagen | | Für seinen Anteil an der Schaffung der wissenschaftlichen Grundlagen und meßtechnischen Voraussetzungen für die Gewährleistung der geotechnischen Standsicherheit hoher Kippen- und Böschungssysteme in Tagebauen |
| 1985 ↑ | Arndt Leonhardt | | Für seinen Anteil an der Schaffung der wissenschaftlichen Grundlagen und meßtechnischen Voraussetzungen für die Gewährleistung der geotechnischen Standsicherheit hoher Kippen- und Böschungssysteme in Tagebauen |
| 1985 ↑ | Horst Philipp | | Für seinen Anteil an der Schaffung der wissenschaftlichen Grundlagen und meßtechnischen Voraussetzungen für die Gewährleistung der geotechnischen Standsicherheit hoher Kippen- und Böschungssysteme in Tagebauen |
| 1985 ↑ | Manfred Waide | | Für seinen Anteil an der Schaffung der wissenschaftlichen Grundlagen und meßtechnischen Voraussetzungen für die Gewährleistung der geotechnischen Standsicherheit hoher Kippen- und Böschungssysteme in Tagebauen |
| 1985 ↑ | Forschungs- und Entwicklungskollektiv aus dem VEB Leuna-Werke „Walter Ulbricht“ und dem VEB Chemieanlagenbaukombinat Leipzig-Grimma | Forschungs- und Entwicklungskollektiv aus dem VEB Leuna-Werke „Walter Ulbricht“ und dem VEB Chemieanlagenbaukombinat Leipzig-Grimma | Für seinen Anteil an der Entwicklung eines effektiven Verfahrens zur tieferen Spaltung des Erdöls |
| 1985 ↑ | Hans Müller | | Für seinen Anteil an der Entwicklung eines effektiven Verfahrens zur tieferen Spaltung des Erdöls |
| 1985 ↑ | Wolfgang Nette | | Für seinen Anteil an der Entwicklung eines effektiven Verfahrens zur tieferen Spaltung des Erdöls |
| 1985 ↑ | Erika Onderka | | Für seinen Anteil an der Entwicklung eines effektiven Verfahrens zur tieferen Spaltung des Erdöls |
| 1985 ↑ | Fritz Pfeiffer | | Für seinen Anteil an der Entwicklung eines effektiven Verfahrens zur tieferen Spaltung des Erdöls |
| 1985 ↑ | Manfred Prag | | Für seinen Anteil an der Entwicklung eines effektiven Verfahrens zur tieferen Spaltung des Erdöls |
| 1985 ↑ | Dieter Sattler | | Für seinen Anteil an der Entwicklung eines effektiven Verfahrens zur tieferen Spaltung des Erdöls |
| 1985 ↑ | Entwicklungskollektiv aus dem Forschungszentrum des VEB Carl Zeiss Jena | Entwicklungskollektiv aus dem Forschungszentrum des VEB Carl Zeiss Jena | Für die Entwicklung, Fertigung und den Einsatz eines neuartigen mikroelektronisch gesteuerten Präzisiongerätes für die effektive Herstellung hochgenauer Maßverkörperungen                                        |
| 1985 ↑ | Roland Jahn | | Für die Entwicklung, Fertigung und den Einsatz eines neuartigen mikroelektronisch gesteuerten Präzisiongerätes für die effektive Herstellung hochgenauer Maßverkörperungen                                        |
| 1985 ↑ | Erich Kaufmann | | Für die Entwicklung, Fertigung und den Einsatz eines neuartigen mikroelektronisch gesteuerten Präzisiongerätes für die effektive Herstellung hochgenauer Maßverkörperungen                                        |
| 1985 ↑ | Dieter Lang | | Für die Entwicklung, Fertigung und den Einsatz eines neuartigen mikroelektronisch gesteuerten Präzisiongerätes für die effektive Herstellung hochgenauer Maßverkörperungen                                        |
| 1985 ↑ | Fritz Schröck | | Für die Entwicklung, Fertigung und den Einsatz eines neuartigen mikroelektronisch gesteuerten Präzisiongerätes für die effektive Herstellung hochgenauer Maßverkörperungen                                        |
| 1985 ↑ | Gerd Schuchardt | | Für die Entwicklung, Fertigung und den Einsatz eines neuartigen mikroelektronisch gesteuerten Präzisiongerätes für die effektive Herstellung hochgenauer Maßverkörperungen                                        |
| 1985 ↑ | Lothar Voigt | | Für die Entwicklung, Fertigung und den Einsatz eines neuartigen mikroelektronisch gesteuerten Präzisiongerätes für die effektive Herstellung hochgenauer Maßverkörperungen                                        |
| 1985 ↑ | Entwicklungs- und Konstruktionskollektiv des VEB Förderanlagen- und Kranbau Köthen | Entwicklungs- und Konstruktionskollektiv des VEB Förderanlagen- und Kranbau Köthen | Für die Entwicklung von Geräten zur Durchsetzung hocheffektiver Tagebautechnologien |
| 1985 ↑ | Günter Dahlitz | | Für die Entwicklung von Geräten zur Durchsetzung hocheffektiver Tagebautechnologien |
| 1985 ↑ | Hubert Frania | | Für die Entwicklung von Geräten zur Durchsetzung hocheffektiver Tagebautechnologien |
| 1985 ↑ | Rudolf Funke | | Für die Entwicklung von Geräten zur Durchsetzung hocheffektiver Tagebautechnologien |
| 1985 ↑ | Hans-Joachim Schmidt | | Für die Entwicklung von Geräten zur Durchsetzung hocheffektiver Tagebautechnologien |
| 1985 ↑ | Johann Sieber | | Für die Entwicklung von Geräten zur Durchsetzung hocheffektiver Tagebautechnologien |
| 1985 ↑ | Manfred Weihnach | | Für die Entwicklung von Geräten zur Durchsetzung hocheffektiver Tagebautechnologien |
| 1985 ↑ | Kollektiv aus den VEB Wohnungsbaukombinaten Berlin, Karl-Marx-Stadt und Erfurt, dem VEB Baukombinat Leipzig und der Bauakademie der DDR | Kollektiv aus den VEB Wohnungsbaukombinaten Berlin, Karl-Marx-Stadt und Erfurt, dem VEB Baukombinat Leipzig und der Bauakademie der DDR | Für seinen Anteil an der Einführung eines erweiterten Gebäudesortiments der Plattenbauweise für das innerstädtische Bauen                                                                                         |
| 1985 ↑ | Frieder Hofmann | | Für seinen Anteil an der Einführung eines erweiterten Gebäudesortiments der Plattenbauweise für das innerstädtische Bauen                                                                                         |
| 1985 ↑ | Gerhard Lehmann | | Für seinen Anteil an der Einführung eines erweiterten Gebäudesortiments der Plattenbauweise für das innerstädtische Bauen                                                                                         |
| 1985 ↑ | Wolfgang Ortmina | | Für seinen Anteil an der Einführung eines erweiterten Gebäudesortiments der Plattenbauweise für das innerstädtische Bauen                                                                                         |
| 1985 ↑ | Karlheinz Schlesier | | Für seinen Anteil an der Einführung eines erweiterten Gebäudesortiments der Plattenbauweise für das innerstädtische Bauen                                                                                         |
| 1985 ↑ | Rüdiger Schreiber | | Für seinen Anteil an der Einführung eines erweiterten Gebäudesortiments der Plattenbauweise für das innerstädtische Bauen                                                                                         |
| 1985 ↑ | Reinhard Schulze | | Für seinen Anteil an der Einführung eines erweiterten Gebäudesortiments der Plattenbauweise für das innerstädtische Bauen                                                                                         |
| 1985 ↑ | Kollektiv aus dem Forschungszentrum für Bodenfruchtbarkeit Müncheberg und dem Institut für Pflanzenernährung Jena der Akademie der Landwirtschaftswissenschaften der DDR; der LPG (Pflanzenproduktion) Querfurt, der LPG (Pflanzenproduktion) Brahmenau und dem VEG (Pflanzenproduktion) Hadmersleben            | Kollektiv aus dem Forschungszentrum für Bodenfruchtbarkeit Müncheberg und dem Institut für Pflanzenernährung Jena der Akademie der Landwirtschaftswissenschaften der DDR; der LPG (Pflanzenproduktion) Querfurt, der LPG (Pflanzenproduktion) Brahmenau und dem VEG (Pflanzenproduktion) Hadmersleben            | Für hervorragende Leistungen bei der Entwicklung und Überleitung komplexer Verfahren zur Erhöhung der Bodenfruchtbarkeit und der Erträge in der Pflanzenproduktion                                                |
| 1985 ↑ | Siegfried Drechtler | | Für hervorragende Leistungen bei der Entwicklung und Überleitung komplexer Verfahren zur Erhöhung der Bodenfruchtbarkeit und der Erträge in der Pflanzenproduktion                                                |
| 1985 ↑ | Jürgen Günther | | Für hervorragende Leistungen bei der Entwicklung und Überleitung komplexer Verfahren zur Erhöhung der Bodenfruchtbarkeit und der Erträge in der Pflanzenproduktion                                                |
| 1985 ↑ | Manfred Kerschberger | | Für hervorragende Leistungen bei der Entwicklung und Überleitung komplexer Verfahren zur Erhöhung der Bodenfruchtbarkeit und der Erträge in der Pflanzenproduktion                                                |
| 1985 ↑ | Peter Kundler | | Für hervorragende Leistungen bei der Entwicklung und Überleitung komplexer Verfahren zur Erhöhung der Bodenfruchtbarkeit und der Erträge in der Pflanzenproduktion                                                |
| 1985 ↑ | Manfred Paper | | Für hervorragende Leistungen bei der Entwicklung und Überleitung komplexer Verfahren zur Erhöhung der Bodenfruchtbarkeit und der Erträge in der Pflanzenproduktion                                                |
| 1985 ↑ | Kollektiv aus dem Zentralinstitut für Geschichte der Akademie der Wissenschaften der DDR, dem Militärgeschichtlichen Institut der DDR und dem Institut für Marxismus-Leninismus beim ZK der SED | Kollektiv aus dem Zentralinstitut für Geschichte der Akademie der Wissenschaften der DDR, dem Militärgeschichtlichen Institut der DDR und dem Institut für Marxismus-Leninismus beim ZK der SED | Für seine Arbeit „Deutschland im Zweiten Weltkrieg“ |
| 1985 ↑ | Wolfgang Bleyer | | Für seine Arbeit „Deutschland im Zweiten Weltkrieg“ |
| 1985 ↑ | Dietrich Eichholtz | | Für seine Arbeit „Deutschland im Zweiten Weltkrieg“ |
| 1985 ↑ | Olaf Groehler | | Für seine Arbeit „Deutschland im Zweiten Weltkrieg“ |
| 1985 ↑ | Otto Hennicke | | Für seine Arbeit „Deutschland im Zweiten Weltkrieg“ |
| 1985 ↑ | Heinz Kühnrich | | Für seine Arbeit „Deutschland im Zweiten Weltkrieg“ |
| 1985 ↑ | Wolfgang Schumann | | Für seine Arbeit „Deutschland im Zweiten Weltkrieg“ |
| 1985 ↑ | Entwicklungskollektiv des Amtes für Standardisierung, Meßwesen und Warenprüfung der DDR | Entwicklungskollektiv des Amtes für Standardisierung, Meßwesen und Warenprüfung der DDR | Für seinen Anteil an der Schaffung einer Normalschwingungsmeßanlage |
| 1985 ↑ | Bernd Glöckner | | Für seinen Anteil an der Schaffung einer Normalschwingungsmeßanlage |
| 1985 ↑ | Klaus Hasche | | Für seinen Anteil an der Schaffung einer Normalschwingungsmeßanlage |
| 1985 ↑ | Hans-Jürgen von Martens | | Für seinen Anteil an der Schaffung einer Normalschwingungsmeßanlage |
| 1985 ↑ | Peter Rogazewski | | Für seinen Anteil an der Schaffung einer Normalschwingungsmeßanlage |
| 1985 ↑ | Hans-Joachim Schlaak | | Für seinen Anteil an der Schaffung einer Normalschwingungsmeßanlage |
| 1985 ↑ | Wolfgang Wabinski | | Für seinen Anteil an der Schaffung einer Normalschwingungsmeßanlage |
| 1985 ↑ | Entwicklungs- und Überleitungskollektiv aus dem VEB Kombinat Mikroelektronik Erfurt | Entwicklungs- und Überleitungskollektiv aus dem VEB Kombinat Mikroelektronik Erfurt | Für die Entwicklung und Anwendung leistungsfähiger Methoden des rechnergestützten Schaltkreisentwurfs und der erforderlichen technologischen Voraussetzungen                                                      |
| 1985 ↑ | Matthias Groß | | Für die Entwicklung und Anwendung leistungsfähiger Methoden des rechnergestützten Schaltkreisentwurfs und der erforderlichen technologischen Voraussetzungen                                                      |
| 1985 ↑ | Wolfgang Hecker | | Für die Entwicklung und Anwendung leistungsfähiger Methoden des rechnergestützten Schaltkreisentwurfs und der erforderlichen technologischen Voraussetzungen                                                      |
| 1985 ↑ | Peter Hübler | | Für die Entwicklung und Anwendung leistungsfähiger Methoden des rechnergestützten Schaltkreisentwurfs und der erforderlichen technologischen Voraussetzungen                                                      |
| 1985 ↑ | Franz Rößler | | Für die Entwicklung und Anwendung leistungsfähiger Methoden des rechnergestützten Schaltkreisentwurfs und der erforderlichen technologischen Voraussetzungen                                                      |
| 1985 ↑ | Roland Walther | | Für die Entwicklung und Anwendung leistungsfähiger Methoden des rechnergestützten Schaltkreisentwurfs und der erforderlichen technologischen Voraussetzungen                                                      |
| 1985 ↑ | Karl-Heinz Wüstefeld | | Für die Entwicklung und Anwendung leistungsfähiger Methoden des rechnergestützten Schaltkreisentwurfs und der erforderlichen technologischen Voraussetzungen                                                      |
| 1985 ↑ | Entwicklungskollektiv des VEB Sachsenring Automobilwerke Zwickau, des Kombinates VEB Elektro-Apparate-Werke Berlin-Treptow „Friedrich Ebert“ und der Ingenieurhochschule Mittweida | Entwicklungskollektiv des VEB Sachsenring Automobilwerke Zwickau, des Kombinates VEB Elektro-Apparate-Werke Berlin-Treptow „Friedrich Ebert“ und der Ingenieurhochschule Mittweida | Für seinen Anteil an der Entwicklung eines hydraulisch angetriebenen Gelenkroboters |
| 1985 ↑ | Wolfgang Dressel | | Für seinen Anteil an der Entwicklung eines hydraulisch angetriebenen Gelenkroboters |
| 1985 ↑ | Peter Haferkorn | | Für seinen Anteil an der Entwicklung eines hydraulisch angetriebenen Gelenkroboters |
| 1985 ↑ | Karli Heinz | | Für seinen Anteil an der Entwicklung eines hydraulisch angetriebenen Gelenkroboters |
| 1985 ↑ | Lothar Konitxer | | Für seinen Anteil an der Entwicklung eines hydraulisch angetriebenen Gelenkroboters |
| 1985 ↑ | Karl-Heinz Ollik | | Für seinen Anteil an der Entwicklung eines hydraulisch angetriebenen Gelenkroboters |
| 1985 ↑ | Manfred Samotta | | Für seinen Anteil an der Entwicklung eines hydraulisch angetriebenen Gelenkroboters |
| 1986 ↑ | Forschungs- und Entwicklungskollektiv des VEB Mansfeld Kombinat „Wilhelm Pieck“ Lutherstadt Eisleben | Forschungs- und Entwicklungskollektiv des VEB Mansfeld Kombinat „Wilhelm Pieck“ Lutherstadt Eisleben | Für seinen Anteil an der Entwicklung einer neuen Technologie der Tonerdegewinnung zur Herstellung von Aluminium aus einheimischen Rohstoffen                                                                      |
| 1986 ↑ | Gerhard Fischer | | Für seinen Anteil an der Entwicklung einer neuen Technologie der Tonerdegewinnung zur Herstellung von Aluminium aus einheimischen Rohstoffen                                                                      |
| 1986 ↑ | Heinz Gerschwitz | | Für seinen Anteil an der Entwicklung einer neuen Technologie der Tonerdegewinnung zur Herstellung von Aluminium aus einheimischen Rohstoffen                                                                      |
| 1986 ↑ | Gerhard Haake | | Für seinen Anteil an der Entwicklung einer neuen Technologie der Tonerdegewinnung zur Herstellung von Aluminium aus einheimischen Rohstoffen                                                                      |
| 1986 ↑ | Rudolf Siebert | | Für seinen Anteil an der Entwicklung einer neuen Technologie der Tonerdegewinnung zur Herstellung von Aluminium aus einheimischen Rohstoffen                                                                      |
| 1986 ↑ | Wolfgang Stölzel | | Für seinen Anteil an der Entwicklung einer neuen Technologie der Tonerdegewinnung zur Herstellung von Aluminium aus einheimischen Rohstoffen                                                                      |
| 1986 ↑ | Siegfried Ziegenbalg | | Für seinen Anteil an der Entwicklung einer neuen Technologie der Tonerdegewinnung zur Herstellung von Aluminium aus einheimischen Rohstoffen                                                                      |
| 1986 ↑ | Entwicklungs- und Überführungskollektiv aus dem VEB Leuna-Werke „Walter Ulbricht“, dem VEB Petrolchemisches Kombinat Schwedt und dem Zentralinstitut für organische Chemie der Akademie der Wissenschaften der DDR                                                                                               | Entwicklungs- und Überführungskollektiv aus dem VEB Leuna-Werke „Walter Ulbricht“, dem VEB Petrolchemisches Kombinat Schwedt und dem Zentralinstitut für organische Chemie der Akademie der Wissenschaften der DDR                                                                                               | Für seinen Anteil zur Entwicklung, Überführung und den Einsatz eines Hochleistungskatalysators für die Kohlenwasserstoffumwandlung                                                                                |
| 1986 ↑ | Klaus Anders | | Für seinen Anteil zur Entwicklung, Überführung und den Einsatz eines Hochleistungskatalysators für die Kohlenwasserstoffumwandlung                                                                                |
| 1986 ↑ | Karl Becker | | Für seinen Anteil zur Entwicklung, Überführung und den Einsatz eines Hochleistungskatalysators für die Kohlenwasserstoffumwandlung                                                                                |
| 1986 ↑ | Peter Birke | | Für seinen Anteil zur Entwicklung, Überführung und den Einsatz eines Hochleistungskatalysators für die Kohlenwasserstoffumwandlung                                                                                |
| 1986 ↑ | Manfred Lange | | Für seinen Anteil zur Entwicklung, Überführung und den Einsatz eines Hochleistungskatalysators für die Kohlenwasserstoffumwandlung                                                                                |
| 1986 ↑ | Hans-Dieter Neubauer | | Für seinen Anteil zur Entwicklung, Überführung und den Einsatz eines Hochleistungskatalysators für die Kohlenwasserstoffumwandlung                                                                                |
| 1986 ↑ | Wilhelm Thomas | | Für seinen Anteil zur Entwicklung, Überführung und den Einsatz eines Hochleistungskatalysators für die Kohlenwasserstoffumwandlung                                                                                |
| 1986 ↑ | Entwicklungs- und Überführungskollektiv aus dem VEB Chemiekombinat Bitterfeld und dem Zentralinstitut für organische Chemie der Akademie der Wissenschaften der DDR | Entwicklungs- und Überführungskollektiv aus dem VEB Chemiekombinat Bitterfeld und dem Zentralinstitut für organische Chemie der Akademie der Wissenschaften der DDR | Für seinen Anteil an der Entwicklung und Überführung in die Produktion des resistenzbrechenden Insektizides Filitox                                                                                               |
| 1986 ↑ | Klaus Dittrich | | Für seinen Anteil an der Entwicklung und Überführung in die Produktion des resistenzbrechenden Insektizides Filitox                                                                                               |
| 1986 ↑ | Falko Grimmer | | Für seinen Anteil an der Entwicklung und Überführung in die Produktion des resistenzbrechenden Insektizides Filitox                                                                                               |
| 1986 ↑ | Bernhard Hesse | | Für seinen Anteil an der Entwicklung und Überführung in die Produktion des resistenzbrechenden Insektizides Filitox                                                                                               |
| 1986 ↑ | Joachim Steinbiß | | Für seinen Anteil an der Entwicklung und Überführung in die Produktion des resistenzbrechenden Insektizides Filitox                                                                                               |
| 1986 ↑ | Herbert Teichmann | | Für seinen Anteil an der Entwicklung und Überführung in die Produktion des resistenzbrechenden Insektizides Filitox                                                                                               |
| 1986 ↑ | Wolfgang Theil | | Für seinen Anteil an der Entwicklung und Überführung in die Produktion des resistenzbrechenden Insektizides Filitox                                                                                               |
| 1986 ↑ | Forschungs- und Entwicklungskollektiv aus dem Forschungszentrum des VEB Carl Zeiss Jena und dem Zentralinstitut für Optik, und Spektroskopie der Akademie der Wissenschaften der DDR | Forschungs- und Entwicklungskollektiv aus dem Forschungszentrum des VEB Carl Zeiss Jena und dem Zentralinstitut für Optik, und Spektroskopie der Akademie der Wissenschaften der DDR | Für seinen Anteil an der Entwicklung rechnergestützter berührungsloser digitaler Präzisionsmessungen für optische Hochleistungssysteme                                                                            |
| 1986 ↑ | Walter Endlicher | | Für seinen Anteil an der Entwicklung rechnergestützter berührungsloser digitaler Präzisionsmessungen für optische Hochleistungssysteme                                                                            |
| 1986 ↑ | Klaus Merkel | | Für seinen Anteil an der Entwicklung rechnergestützter berührungsloser digitaler Präzisionsmessungen für optische Hochleistungssysteme                                                                            |
| 1986 ↑ | Jürgen Pudenz | | Für seinen Anteil an der Entwicklung rechnergestützter berührungsloser digitaler Präzisionsmessungen für optische Hochleistungssysteme                                                                            |
| 1986 ↑ | Johannes Sehwider | | Für seinen Anteil an der Entwicklung rechnergestützter berührungsloser digitaler Präzisionsmessungen für optische Hochleistungssysteme                                                                            |
| 1986 ↑ | Reiner Spolaczyk | | Für seinen Anteil an der Entwicklung rechnergestützter berührungsloser digitaler Präzisionsmessungen für optische Hochleistungssysteme                                                                            |
| 1986 ↑ | Gerhard Winterfeld | | Für seinen Anteil an der Entwicklung rechnergestützter berührungsloser digitaler Präzisionsmessungen für optische Hochleistungssysteme                                                                            |
| 1986 ↑ | Kollektiv aus der Technischen Hochschule Karl-Marx-Stadt, dem VEB Numerik „Karl Marx“ Karl-Marx-Stadt und dem VEB Barkas-Werke Karl-Marx-Stadt | Kollektiv aus der Technischen Hochschule Karl-Marx-Stadt, dem VEB Numerik „Karl Marx“ Karl-Marx-Stadt und dem VEB Barkas-Werke Karl-Marx-Stadt | Für die Entwicklung eines modularen Operationssystems für Industrieroboter und universeller Mikrorechnersteuerungen                                                                                               |
| 1986 ↑ | Steffen Burkhardt | | Für die Entwicklung eines modularen Operationssystems für Industrieroboter und universeller Mikrorechnersteuerungen                                                                                               |
| 1986 ↑ | Thomas Herzel | | Für die Entwicklung eines modularen Operationssystems für Industrieroboter und universeller Mikrorechnersteuerungen                                                                                               |
| 1986 ↑ | Gerd Maudrich | | Für die Entwicklung eines modularen Operationssystems für Industrieroboter und universeller Mikrorechnersteuerungen                                                                                               |
| 1986 ↑ | Gernot Meyer | | Für die Entwicklung eines modularen Operationssystems für Industrieroboter und universeller Mikrorechnersteuerungen                                                                                               |
| 1986 ↑ | Hans-Georg Wanke | | Für die Entwicklung eines modularen Operationssystems für Industrieroboter und universeller Mikrorechnersteuerungen                                                                                               |
| 1986 ↑ | Bernhard Weißbach | | Für die Entwicklung eines modularen Operationssystems für Industrieroboter und universeller Mikrorechnersteuerungen                                                                                               |
| 1986 ↑ | Entwicklungskollektiv aus dem VEB Wirkmaschinenbau Karl-Marx-Stadt, dem VEB Wäscheunion Mittweida und dem Forschungsinstitut für Textiltechnologie Karl-Marx-Stadt | Entwicklungskollektiv aus dem VEB Wirkmaschinenbau Karl-Marx-Stadt, dem VEB Wäscheunion Mittweida und dem Forschungsinstitut für Textiltechnologie Karl-Marx-Stadt | Für seinen Anteil an der Entwicklung und Anwendung der Wellenfachwebtechnik |
| 1986 ↑ | Johannes Barth | | Für seinen Anteil an der Entwicklung und Anwendung der Wellenfachwebtechnik |
| 1986 ↑ | Roland Fischer | | Für seinen Anteil an der Entwicklung und Anwendung der Wellenfachwebtechnik |
| 1986 ↑ | Heinrich Mzyk | | Für seinen Anteil an der Entwicklung und Anwendung der Wellenfachwebtechnik |
| 1986 ↑ | Herbert Otto | | Für seinen Anteil an der Entwicklung und Anwendung der Wellenfachwebtechnik |
| 1986 ↑ | Jochen Tippmann | | Für seinen Anteil an der Entwicklung und Anwendung der Wellenfachwebtechnik |
| 1986 ↑ | Kollektiv aus der Bauakademie der DDR, dem VEB Metalleichtbaukombinat Leipzig und dem VEB Bau- und Montagekombinat Kohle und Energie Hoyerswerda | Kollektiv aus der Bauakademie der DDR, dem VEB Metalleichtbaukombinat Leipzig und dem VEB Bau- und Montagekombinat Kohle und Energie Hoyerswerda | Für seine Leistungen zur Vorbereitung und Einführung des Stahlzellencontainments im Kernkraftwerksbau |
| 1986 ↑ | Klaus-Dietrich Deuble | | Für seine Leistungen zur Vorbereitung und Einführung des Stahlzellencontainments im Kernkraftwerksbau |
| 1986 ↑ | Joachim Eichstädt | | Für seine Leistungen zur Vorbereitung und Einführung des Stahlzellencontainments im Kernkraftwerksbau |
| 1986 ↑ | Fritz Friedrich | | Für seine Leistungen zur Vorbereitung und Einführung des Stahlzellencontainments im Kernkraftwerksbau |
| 1986 ↑ | Gerhard Spaethe | | Für seine Leistungen zur Vorbereitung und Einführung des Stahlzellencontainments im Kernkraftwerksbau |
| 1986 ↑ | Dieter Stall | | Für seine Leistungen zur Vorbereitung und Einführung des Stahlzellencontainments im Kernkraftwerksbau |
| 1986 ↑ | Horst Thomasch | | Für seine Leistungen zur Vorbereitung und Einführung des Stahlzellencontainments im Kernkraftwerksbau |
| 1986 ↑ | Kollektiv aus der Akademie der Landwirtschaftswissenschaften der DDR und der Vereinigung Volkseigener Betriebe, Saat- und Pflanzgut Quedlinburg | Kollektiv aus der Akademie der Landwirtschaftswissenschaften der DDR und der Vereinigung Volkseigener Betriebe, Saat- und Pflanzgut Quedlinburg | Für die Züchtung ertragreicher Getreidesorten mit erhöhter Resistenz unter Anwendung neu entwickelter Verfahren                                                                                                   |
| 1986 ↑ | Hans-Friedrich Kästner | | Für die Züchtung ertragreicher Getreidesorten mit erhöhter Resistenz unter Anwendung neu entwickelter Verfahren                                                                                                   |
| 1986 ↑ | Joachim Köchling | | Für die Züchtung ertragreicher Getreidesorten mit erhöhter Resistenz unter Anwendung neu entwickelter Verfahren                                                                                                   |
| 1986 ↑ | Dieter Lau | | Für die Züchtung ertragreicher Getreidesorten mit erhöhter Resistenz unter Anwendung neu entwickelter Verfahren                                                                                                   |
| 1986 ↑ | Wolfgang Porsche | | Für die Züchtung ertragreicher Getreidesorten mit erhöhter Resistenz unter Anwendung neu entwickelter Verfahren                                                                                                   |
| 1986 ↑ | Edelgard Richter | | Für die Züchtung ertragreicher Getreidesorten mit erhöhter Resistenz unter Anwendung neu entwickelter Verfahren                                                                                                   |
| 1986 ↑ | Georg Szigat | | Für die Züchtung ertragreicher Getreidesorten mit erhöhter Resistenz unter Anwendung neu entwickelter Verfahren                                                                                                   |
| 1986 ↑ | Forschungs- und Entwicklungskollektiv aus der Akademie der Landwirtschaftswissenschaften der DDR, der LPG Herdbuchzucht Lindtorf, der LPG Tierproduktion-Großerkmannsdorf und dem VEB Kombinat „Fortschritt“ Landmaschinen Neustadt, Stammbetrieb                                                                | Forschungs- und Entwicklungskollektiv aus der Akademie der Landwirtschaftswissenschaften der DDR, der LPG Herdbuchzucht Lindtorf, der LPG Tierproduktion-Großerkmannsdorf und dem VEB Kombinat „Fortschritt“ Landmaschinen Neustadt, Stammbetrieb                                                                | Für die Entwicklung einer Systemlösung zur automatisierten Produktionskontrolle und -Steuerung in Milchviehanlagen                                                                                                |
| 1986 ↑ | Uwe Berthold | | Für die Entwicklung einer Systemlösung zur automatisierten Produktionskontrolle und -Steuerung in Milchviehanlagen                                                                                                |
| 1986 ↑ | Joachim Fritzsche | | Für die Entwicklung einer Systemlösung zur automatisierten Produktionskontrolle und -Steuerung in Milchviehanlagen                                                                                                |
| 1986 ↑ | Willi Heine | | Für die Entwicklung einer Systemlösung zur automatisierten Produktionskontrolle und -Steuerung in Milchviehanlagen                                                                                                |
| 1986 ↑ | Helmut Preuß | | Für die Entwicklung einer Systemlösung zur automatisierten Produktionskontrolle und -Steuerung in Milchviehanlagen                                                                                                |
| 1986 ↑ | Peter Rybka | | Für die Entwicklung einer Systemlösung zur automatisierten Produktionskontrolle und -Steuerung in Milchviehanlagen                                                                                                |
| 1986 ↑ | Klaus Wünsche | | Für die Entwicklung einer Systemlösung zur automatisierten Produktionskontrolle und -Steuerung in Milchviehanlagen                                                                                                |
| 1986 ↑ | Kollektiv des Militärgeschichtlichen Instituts der DDR | Kollektiv des Militärgeschichtlichen Instituts der DDR | Für seinen herausragenden Anteil an dem Werk Armee für Frieden und Sozialismus. Geschichte der Nationalen Volksarmee der DDR                                                                                      |
| 1986 ↑ | Reinhard Brühl | Generalmajor | Für seinen herausragenden Anteil an dem Werk Armee für Frieden und Sozialismus. Geschichte der Nationalen Volksarmee der DDR                                                                                      |
| 1986 ↑ | Günther Glaser | Kapitän zur See | Für seinen herausragenden Anteil an dem Werk Armee für Frieden und Sozialismus. Geschichte der Nationalen Volksarmee der DDR                                                                                      |
| 1986 ↑ | Karl Greese | Hauptmann d. R. | Für seinen herausragenden Anteil an dem Werk Armee für Frieden und Sozialismus. Geschichte der Nationalen Volksarmee der DDR                                                                                      |
| 1986 ↑ | Klaus-Peter Meißner | Major | Für seinen herausragenden Anteil an dem Werk Armee für Frieden und Sozialismus. Geschichte der Nationalen Volksarmee der DDR                                                                                      |
| 1986 ↑ | Kollektiv des Zentralinstituts für organische Chemie der Akademie der Wissenschaften der DDR | Kollektiv des Zentralinstituts für organische Chemie der Akademie der Wissenschaften der DDR | Für die grundlegenden Forschungsergebnisse zum Spaltverhalten von Kohlenwasserstoffen unter Pyrolysebedingungen                                                                                                   |
| 1986 ↑ | Hubert Günschel | | Für die grundlegenden Forschungsergebnisse zum Spaltverhalten von Kohlenwasserstoffen unter Pyrolysebedingungen                                                                                                   |
| 1986 ↑ | Siegfried Nowak | | Für die grundlegenden Forschungsergebnisse zum Spaltverhalten von Kohlenwasserstoffen unter Pyrolysebedingungen                                                                                                   |
| 1986 ↑ | Gerhard Zimmermann | | Für die grundlegenden Forschungsergebnisse zum Spaltverhalten von Kohlenwasserstoffen unter Pyrolysebedingungen                                                                                                   |
| 1986 ↑ | Forschungskollektiv aus dem Zentralinstitut für Elektronenphysik der Akademie der Wissenschaften der DDR und dem Institut für Atomenergie „J. W. Kurtschatow“ Moskau | Forschungskollektiv aus dem Zentralinstitut für Elektronenphysik der Akademie der Wissenschaften der DDR und dem Institut für Atomenergie „J. W. Kurtschatow“ Moskau | Für die Entwicklungsarbeiten zur Beherrschung der Plasma-Wand-Wechselwirkung bei der Kernfusionstechnik nach dem Tokamak-Prinzip                                                                                  |
| 1986 ↑ | Karl Friedrich Alexander | | Für die Entwicklungsarbeiten zur Beherrschung der Plasma-Wand-Wechselwirkung bei der Kernfusionstechnik nach dem Tokamak-Prinzip                                                                                  |
| 1986 ↑ | Johann Lineertat | | Für die Entwicklungsarbeiten zur Beherrschung der Plasma-Wand-Wechselwirkung bei der Kernfusionstechnik nach dem Tokamak-Prinzip                                                                                  |
| 1986 ↑ | Peter Pech | | Für die Entwicklungsarbeiten zur Beherrschung der Plasma-Wand-Wechselwirkung bei der Kernfusionstechnik nach dem Tokamak-Prinzip                                                                                  |
| 1986 ↑ | Wladimir Maximowitsch Tschitscherow | | Für die Entwicklungsarbeiten zur Beherrschung der Plasma-Wand-Wechselwirkung bei der Kernfusionstechnik nach dem Tokamak-Prinzip                                                                                  |
| 1986 ↑ | Helmut Wolff | | Für die Entwicklungsarbeiten zur Beherrschung der Plasma-Wand-Wechselwirkung bei der Kernfusionstechnik nach dem Tokamak-Prinzip                                                                                  |
| 1986 ↑ | Entwicklungs- und Einführungskollektiv aus dem Zentralinstitut für Genetik und Kulturpflanzenforschung Gatersleben der Akademie der Wissenschaften der DDR und dem VEB Kombinat Spirituosen, Wein und Sekt Berlin                                                                                                | Entwicklungs- und Einführungskollektiv aus dem Zentralinstitut für Genetik und Kulturpflanzenforschung Gatersleben der Akademie der Wissenschaften der DDR und dem VEB Kombinat Spirituosen, Wein und Sekt Berlin                                                                                                | Für die Entwicklung und Produktionseinführung gentechnisch manipulierter Enzymbildner |
| 1986 ↑ | Rainer Borriss | | Für die Entwicklung und Produktionseinführung gentechnisch manipulierter Enzymbildner |
| 1986 ↑ | Jürgen Hofemeister | | Für die Entwicklung und Produktionseinführung gentechnisch manipulierter Enzymbildner |
| 1986 ↑ | Peter Lietz | | Für die Entwicklung und Produktionseinführung gentechnisch manipulierter Enzymbildner |
| 1986 ↑ | Gerhard Steinborn | | Für die Entwicklung und Produktionseinführung gentechnisch manipulierter Enzymbildner |
| 1986 ↑ | Heinz Voigt | | Für die Entwicklung und Produktionseinführung gentechnisch manipulierter Enzymbildner |
| 1986 ↑ | Kollektiv aus dem Zentralinstitut für sozialistische Wirtschaftsführung beim ZK der SED und der Akademie für Gesellschaftswissenschaften beim ZK der SED | Kollektiv aus dem Zentralinstitut für sozialistische Wirtschaftsführung beim ZK der SED und der Akademie für Gesellschaftswissenschaften beim ZK der SED | Für seine Arbeiten zur Schaffung von wissenschaftlichen Grundlagen der sozialistischen Leitungstätigkeit |
| 1986 ↑ | Hans-Joachim Beyer | | Für seine Arbeiten zur Schaffung von wissenschaftlichen Grundlagen der sozialistischen Leitungstätigkeit |
| 1986 ↑ | Hans Fischer | | Für seine Arbeiten zur Schaffung von wissenschaftlichen Grundlagen der sozialistischen Leitungstätigkeit |
| 1986 ↑ | Fritz Haberland | | Für seine Arbeiten zur Schaffung von wissenschaftlichen Grundlagen der sozialistischen Leitungstätigkeit |
| 1986 ↑ | Wolfgang Salecker | | Für seine Arbeiten zur Schaffung von wissenschaftlichen Grundlagen der sozialistischen Leitungstätigkeit |
| 1986 ↑ | Kollektiv des VEB Robotron-Büromaschinenwerk „Ernst Thälmann“ Sömmerda und des VEB Robotron-Rationalisierung Weimar | Kollektiv des VEB Robotron-Büromaschinenwerk „Ernst Thälmann“ Sömmerda und des VEB Robotron-Rationalisierung Weimar | Für seine Leistungen bei der Entwicklung und Einführung einer Technologie zur automatisierten Fertigung von Schrittmotoren für periphere Geräte der CAD/CAM-Technik                                               |
| 1986 ↑ | Klaus-Dieter Ehms | | Für seine Leistungen bei der Entwicklung und Einführung einer Technologie zur automatisierten Fertigung von Schrittmotoren für periphere Geräte der CAD/CAM-Technik                                               |
| 1986 ↑ | Hans-Jörg Friedrich | | Für seine Leistungen bei der Entwicklung und Einführung einer Technologie zur automatisierten Fertigung von Schrittmotoren für periphere Geräte der CAD/CAM-Technik                                               |
| 1986 ↑ | Wolfgang Härter | | Für seine Leistungen bei der Entwicklung und Einführung einer Technologie zur automatisierten Fertigung von Schrittmotoren für periphere Geräte der CAD/CAM-Technik                                               |
| 1986 ↑ | Werner Hanisch | | Für seine Leistungen bei der Entwicklung und Einführung einer Technologie zur automatisierten Fertigung von Schrittmotoren für periphere Geräte der CAD/CAM-Technik                                               |
| 1986 ↑ | Dieter Jordan | | Für seine Leistungen bei der Entwicklung und Einführung einer Technologie zur automatisierten Fertigung von Schrittmotoren für periphere Geräte der CAD/CAM-Technik                                               |
| 1986 ↑ | Harald Schmidt | | Für seine Leistungen bei der Entwicklung und Einführung einer Technologie zur automatisierten Fertigung von Schrittmotoren für periphere Geräte der CAD/CAM-Technik                                               |
| 1986 ↑ | Karl-Heinz Schott | | Für seine Leistungen bei der Entwicklung und Einführung einer Technologie zur automatisierten Fertigung von Schrittmotoren für periphere Geräte der CAD/CAM-Technik                                               |
| 1987   | Werner Bahner | Präsident der Sächsischen Akademie der Wissenschaften, Vizepräsident der Akademie der Wissenschaften der DDR, Direktor des Zentralinstituts für Sprachwissenschaften der Akademie der Wissenschaften der DDR | Für seine hervorragenden wissenschaftlichen Arbeiten zur Entwicklung der marxistisch-leninistischen Sprach- und Literaturwissenschaft der DDR                                                                     |
| 1987   | Kollektiv aus dem VEB Arzneimittelwerk Dresden | Kollektiv aus dem VEB Arzneimittelwerk Dresden | Für die Entwicklung neuer Synthesen zur Arzneimittelherstellung |
| 1987   | Gottfried Faust | | Für die Entwicklung neuer Synthesen zur Arzneimittelherstellung |
| 1987   | Werner Fiedler | | Für die Entwicklung neuer Synthesen zur Arzneimittelherstellung |
| 1987   | Dieter Lehmann | | Für die Entwicklung neuer Synthesen zur Arzneimittelherstellung |
| 1987   | Dieter Lohmann | | Für die Entwicklung neuer Synthesen zur Arzneimittelherstellung |
| 1987   | Michael Oettel | | Für die Entwicklung neuer Synthesen zur Arzneimittelherstellung |
| 1987   | Werner Pöpel | | Für die Entwicklung neuer Synthesen zur Arzneimittelherstellung |
| 1987   | Kollektiv aus dem VEB Carl Zeiss Jena und dem Institut für Kosmosforschung der Akademie der Wissenschaften der DDR | Kollektiv aus dem VEB Carl Zeiss Jena und dem Institut für Kosmosforschung der Akademie der Wissenschaften der DDR | Für die Entwicklung und Einführung hochautomatisierter optoelektronischerPräzisionsprüfkomplexe für Hochleistungsmeßgeräte                                                                                        |
| 1987   | Ulrich Engelmann | | Für die Entwicklung und Einführung hochautomatisierter optoelektronischerPräzisionsprüfkomplexe für Hochleistungsmeßgeräte                                                                                        |
| 1987   | Heinz Kober | | Für die Entwicklung und Einführung hochautomatisierter optoelektronischerPräzisionsprüfkomplexe für Hochleistungsmeßgeräte                                                                                        |
| 1987   | Franz Lura | | Für die Entwicklung und Einführung hochautomatisierter optoelektronischerPräzisionsprüfkomplexe für Hochleistungsmeßgeräte                                                                                        |
| 1987   | Frank Rossner | | Für die Entwicklung und Einführung hochautomatisierter optoelektronischerPräzisionsprüfkomplexe für Hochleistungsmeßgeräte                                                                                        |
| 1987   | Karin Schröter | | Für die Entwicklung und Einführung hochautomatisierter optoelektronischerPräzisionsprüfkomplexe für Hochleistungsmeßgeräte                                                                                        |
| 1987   | Joachim Wienecke | | Für die Entwicklung und Einführung hochautomatisierter optoelektronischerPräzisionsprüfkomplexe für Hochleistungsmeßgeräte                                                                                        |
| 1987   | Kollektiv aus dem VEB Elektronische Bauelemente „Carl von Ossietzky“ Teltow, dem Forschungsinstitut für Nichteisenmetalle Freiberg, dem Forschungsinstitut Manfred von Ardenne Dresden und dem Zentralinstitut für Festkörperphysik und Werkstoffforschung der Akademie der Wissenschaften der DDR               | Kollektiv aus dem VEB Elektronische Bauelemente „Carl von Ossietzky“ Teltow, dem Forschungsinstitut für Nichteisenmetalle Freiberg, dem Forschungsinstitut Manfred von Ardenne Dresden und dem Zentralinstitut für Festkörperphysik und Werkstoffforschung der Akademie der Wissenschaften der DDR               | Für seinen Anteil an der Entwicklung und Produktionseinführung einer hocheffektiven Technologie zur Herstellung von Metallschichtwiderständen                                                                     |
| 1987   | Lutz Bierbrauer | | Für seinen Anteil an der Entwicklung und Produktionseinführung einer hocheffektiven Technologie zur Herstellung von Metallschichtwiderständen                                                                     |
| 1987   | Hans Bohmeier | | Für seinen Anteil an der Entwicklung und Produktionseinführung einer hocheffektiven Technologie zur Herstellung von Metallschichtwiderständen                                                                     |
| 1987   | Johannes Hartung | | Für seinen Anteil an der Entwicklung und Produktionseinführung einer hocheffektiven Technologie zur Herstellung von Metallschichtwiderständen                                                                     |
| 1987   | Armin Heinrich | | Für seinen Anteil an der Entwicklung und Produktionseinführung einer hocheffektiven Technologie zur Herstellung von Metallschichtwiderständen                                                                     |
| 1987   | Ullrich Heisig | | Für seinen Anteil an der Entwicklung und Produktionseinführung einer hocheffektiven Technologie zur Herstellung von Metallschichtwiderständen                                                                     |
| 1987   | Albrecht Müller | | Für seinen Anteil an der Entwicklung und Produktionseinführung einer hocheffektiven Technologie zur Herstellung von Metallschichtwiderständen                                                                     |
| 1987   | Horst Schmidt | | Für seinen Anteil an der Entwicklung und Produktionseinführung einer hocheffektiven Technologie zur Herstellung von Metallschichtwiderständen                                                                     |
| 1987   | Kollektiv aus dem VEB Elektro-Apparate-Werke Berlin-Treptow „Friedrich Ebert“ | Kollektiv aus dem VEB Elektro-Apparate-Werke Berlin-Treptow „Friedrich Ebert“ | Für die Entwicklung neuer Programmier- und Entwicklungssysteme für Mikroprozessoren |
| 1987   | Heinz-Jürgen Brennenstuhl | | Für die Entwicklung neuer Programmier- und Entwicklungssysteme für Mikroprozessoren |
| 1987   | Ludwig Claßen | | Für die Entwicklung neuer Programmier- und Entwicklungssysteme für Mikroprozessoren |
| 1987   | Ulrich Wiesner | | Für die Entwicklung neuer Programmier- und Entwicklungssysteme für Mikroprozessoren |
| 1987   | Heinz Zimmermann | | Für die Entwicklung neuer Programmier- und Entwicklungssysteme für Mikroprozessoren |
| 1987   | Werner Zuchhold | | Für die Entwicklung neuer Programmier- und Entwicklungssysteme für Mikroprozessoren |
| 1987   | Kollektiv aus dem VEB Zentrum für Forschung und Technologie Nachrichtenelektronik Berlin | Kollektiv aus dem VEB Zentrum für Forschung und Technologie Nachrichtenelektronik Berlin | Für den Entwurf hocheffektiver kundenspezifischer Schaltkreise der Nachrichtenelektronik |
| 1987   | Dietmar Bogk | | Für den Entwurf hocheffektiver kundenspezifischer Schaltkreise der Nachrichtenelektronik |
| 1987   | Gerd Heinz | | Für den Entwurf hocheffektiver kundenspezifischer Schaltkreise der Nachrichtenelektronik |
| 1987   | Joachim Kolbaske | | Für den Entwurf hocheffektiver kundenspezifischer Schaltkreise der Nachrichtenelektronik |
| 1987   | Ingomar Krahl | | Für den Entwurf hocheffektiver kundenspezifischer Schaltkreise der Nachrichtenelektronik |
| 1987   | Jörg Krüger | | Für den Entwurf hocheffektiver kundenspezifischer Schaltkreise der Nachrichtenelektronik |
| 1987   | Volker Tüngler | | Für den Entwurf hocheffektiver kundenspezifischer Schaltkreise der Nachrichtenelektronik |
| 1987   | Kollektiv aus dem VEB Werkzeugmaschinenkombinat „Fritz Heckert“ Karl-Marx-Stadt und dem VEB Schwermaschinenbaukombinat TAKRAF Leipzig | Kollektiv aus dem VEB Werkzeugmaschinenkombinat „Fritz Heckert“ Karl-Marx-Stadt und dem VEB Schwermaschinenbaukombinat TAKRAF Leipzig | Für die Projektierung, Realisierung und Inbetriebnahme eines flexiblen automatisierten Fertigungssystems zur Bearbeitung von Werkzeugmaschinengroßteilen                                                          |
| 1987   | Hans-Dieter Bräunig | | Für die Projektierung, Realisierung und Inbetriebnahme eines flexiblen automatisierten Fertigungssystems zur Bearbeitung von Werkzeugmaschinengroßteilen                                                          |
| 1987   | Karl-Friedrich Saupe | | Für die Projektierung, Realisierung und Inbetriebnahme eines flexiblen automatisierten Fertigungssystems zur Bearbeitung von Werkzeugmaschinengroßteilen                                                          |
| 1987   | Rudolf Steinert | | Für die Projektierung, Realisierung und Inbetriebnahme eines flexiblen automatisierten Fertigungssystems zur Bearbeitung von Werkzeugmaschinengroßteilen                                                          |
| 1987   | Rudolf Swoboda | | Für die Projektierung, Realisierung und Inbetriebnahme eines flexiblen automatisierten Fertigungssystems zur Bearbeitung von Werkzeugmaschinengroßteilen                                                          |
| 1987   | Walter Theiss | | Für die Projektierung, Realisierung und Inbetriebnahme eines flexiblen automatisierten Fertigungssystems zur Bearbeitung von Werkzeugmaschinengroßteilen                                                          |
| 1987   | Erich Winner | | Für die Projektierung, Realisierung und Inbetriebnahme eines flexiblen automatisierten Fertigungssystems zur Bearbeitung von Werkzeugmaschinengroßteilen                                                          |
| 1987   | Kollektiv aus dem VEB Werkzeugmaschinenkombinat „7. Oktober“ Berlin und dem Forschungszentrum des Werkzeugmaschinenbaus Karl-Marx-Stadt | Kollektiv aus dem VEB Werkzeugmaschinenkombinat „7. Oktober“ Berlin und dem Forschungszentrum des Werkzeugmaschinenbaus Karl-Marx-Stadt | Für die Projektierung, Realisierung und Inbetriebnahme der automatisierten flexiblen Herstellung von Elektromotoren                                                                                               |
| 1987   | Klaus Birke | | Für die Projektierung, Realisierung und Inbetriebnahme der automatisierten flexiblen Herstellung von Elektromotoren                                                                                               |
| 1987   | Lothar Hofmann | | Für die Projektierung, Realisierung und Inbetriebnahme der automatisierten flexiblen Herstellung von Elektromotoren                                                                                               |
| 1987   | Hans Rein | | Für die Projektierung, Realisierung und Inbetriebnahme der automatisierten flexiblen Herstellung von Elektromotoren                                                                                               |
| 1987   | Eberhard Schumann | | Für die Projektierung, Realisierung und Inbetriebnahme der automatisierten flexiblen Herstellung von Elektromotoren                                                                                               |
| 1987   | Egon Sfax | | Für die Projektierung, Realisierung und Inbetriebnahme der automatisierten flexiblen Herstellung von Elektromotoren                                                                                               |
| 1987   | Jons-Michael Süß | | Für die Projektierung, Realisierung und Inbetriebnahme der automatisierten flexiblen Herstellung von Elektromotoren                                                                                               |
| 1987   | Kollektiv aus dem VEB Polygraph Druckmaschinenwerk Planeta Radebeul und der Technischen Universität Dresden | Kollektiv aus dem VEB Polygraph Druckmaschinenwerk Planeta Radebeul und der Technischen Universität Dresden | Für seinen Anteil an beispielhaften Lösungen der rechnergestützten Produktionsvorbereitung und automatisierten Produktion im Maschinenbau                                                                         |
| 1987   | Norbert Dittmann | | Für seinen Anteil an beispielhaften Lösungen der rechnergestützten Produktionsvorbereitung und automatisierten Produktion im Maschinenbau                                                                         |
| 1987   | Peter Franz | | Für seinen Anteil an beispielhaften Lösungen der rechnergestützten Produktionsvorbereitung und automatisierten Produktion im Maschinenbau                                                                         |
| 1987   | Hans-Jürgen Jacobs | | Für seinen Anteil an beispielhaften Lösungen der rechnergestützten Produktionsvorbereitung und automatisierten Produktion im Maschinenbau                                                                         |
| 1987   | Frank Junker | | Für seinen Anteil an beispielhaften Lösungen der rechnergestützten Produktionsvorbereitung und automatisierten Produktion im Maschinenbau                                                                         |
| 1987   | Günter Lehmann | | Für seinen Anteil an beispielhaften Lösungen der rechnergestützten Produktionsvorbereitung und automatisierten Produktion im Maschinenbau                                                                         |
| 1987   | Wolfgang Nimi | | Für seinen Anteil an beispielhaften Lösungen der rechnergestützten Produktionsvorbereitung und automatisierten Produktion im Maschinenbau                                                                         |
| 1987   | Horst Reh | | Für seinen Anteil an beispielhaften Lösungen der rechnergestützten Produktionsvorbereitung und automatisierten Produktion im Maschinenbau                                                                         |
| 1987   | Kollektiv aus dem VEB Wohnungsbaukombinat Neubrandenburg und dem Institut für Technologie und Mechanisierung der Bauakademie der DDR | Kollektiv aus dem VEB Wohnungsbaukombinat Neubrandenburg und dem Institut für Technologie und Mechanisierung der Bauakademie der DDR | Für die Entwicklung und Einführung der bedienarmen automatisierten Fertigung von Plattenelementen für den industriellen Wohnungsbau                                                                               |
| 1987   | Albert Beutel | | Für die Entwicklung und Einführung der bedienarmen automatisierten Fertigung von Plattenelementen für den industriellen Wohnungsbau                                                                               |
| 1987   | Werner Kohl | | Für die Entwicklung und Einführung der bedienarmen automatisierten Fertigung von Plattenelementen für den industriellen Wohnungsbau                                                                               |
| 1987   | Dieter Kolbe | | Für die Entwicklung und Einführung der bedienarmen automatisierten Fertigung von Plattenelementen für den industriellen Wohnungsbau                                                                               |
| 1987   | Wolfgang Maaß | | Für die Entwicklung und Einführung der bedienarmen automatisierten Fertigung von Plattenelementen für den industriellen Wohnungsbau                                                                               |
| 1987   | Werner Palutke | | Für die Entwicklung und Einführung der bedienarmen automatisierten Fertigung von Plattenelementen für den industriellen Wohnungsbau                                                                               |
| 1987   | Udo Pietzschmann | | Für die Entwicklung und Einführung der bedienarmen automatisierten Fertigung von Plattenelementen für den industriellen Wohnungsbau                                                                               |
| 1987   | Detlef Radke | | Für die Entwicklung und Einführung der bedienarmen automatisierten Fertigung von Plattenelementen für den industriellen Wohnungsbau                                                                               |
| 1987   | Kollektiv aus der Akademie der Landwirtschaftswissenschaften der DDR und dem VEG Saatzucht Zierpflanzen Dresden | Kollektiv aus der Akademie der Landwirtschaftswissenschaften der DDR und dem VEG Saatzucht Zierpflanzen Dresden | Für die Entwicklung und Einführung hocheffektiver Diagnoseverfahren zur Schaffung virusfreien und resistenten Zuchtmaterials bei landwirtschaftliehen Nutzpflanzen                                                |
| 1987   | Rolf Fritzsche | | Für die Entwicklung und Einführung hocheffektiver Diagnoseverfahren zur Schaffung virusfreien und resistenten Zuchtmaterials bei landwirtschaftliehen Nutzpflanzen                                                |
| 1987   | Hartmut Kegler | | Für die Entwicklung und Einführung hocheffektiver Diagnoseverfahren zur Schaffung virusfreien und resistenten Zuchtmaterials bei landwirtschaftliehen Nutzpflanzen                                                |
| 1987   | Helmut Kleinhempel | | Für die Entwicklung und Einführung hocheffektiver Diagnoseverfahren zur Schaffung virusfreien und resistenten Zuchtmaterials bei landwirtschaftliehen Nutzpflanzen                                                |
| 1987   | Claus Oertel | | Für die Entwicklung und Einführung hocheffektiver Diagnoseverfahren zur Schaffung virusfreien und resistenten Zuchtmaterials bei landwirtschaftliehen Nutzpflanzen                                                |
| 1987   | Johannes Richter | | Für die Entwicklung und Einführung hocheffektiver Diagnoseverfahren zur Schaffung virusfreien und resistenten Zuchtmaterials bei landwirtschaftliehen Nutzpflanzen                                                |
| 1987   | Dieter Spaar | | Für die Entwicklung und Einführung hocheffektiver Diagnoseverfahren zur Schaffung virusfreien und resistenten Zuchtmaterials bei landwirtschaftliehen Nutzpflanzen                                                |
| 1987   | Kollektiv aus dem Zentralinstitut für Optik und Spektroskopie der Akademie der Wissenschaften der DDR | Kollektiv aus dem Zentralinstitut für Optik und Spektroskopie der Akademie der Wissenschaften der DDR | Für die Schaffung der physikalisch-technischen Grundlagen einer neuartigen Emissionsstrahlungsquelle für die Multielementspurenanalyse                                                                            |
| 1987   | Heinz Falk | | Für die Schaffung der physikalisch-technischen Grundlagen einer neuartigen Emissionsstrahlungsquelle für die Multielementspurenanalyse                                                                            |
| 1987   | Erwin Hoffmann | | Für die Schaffung der physikalisch-technischen Grundlagen einer neuartigen Emissionsstrahlungsquelle für die Multielementspurenanalyse                                                                            |
| 1987   | Christian Lüdke | | Für die Schaffung der physikalisch-technischen Grundlagen einer neuartigen Emissionsstrahlungsquelle für die Multielementspurenanalyse                                                                            |
| 1987   | Kollektiv aus dem Zentralinstitut für Festkörperphysik und Werkstoffforschung der Akademie der Wissenschaften der DDR, dem Ingenieurbüro für Entwicklung, Technologie und Rationalisierung der Fahrzeugausbesserung Berlin und dem Reichsbahnausbesserungswerk „Hermann Matern“ Cottbus der Deutschen Reichsbahn | Kollektiv aus dem Zentralinstitut für Festkörperphysik und Werkstoffforschung der Akademie der Wissenschaften der DDR, dem Ingenieurbüro für Entwicklung, Technologie und Rationalisierung der Fahrzeugausbesserung Berlin und dem Reichsbahnausbesserungswerk „Hermann Matern“ Cottbus der Deutschen Reichsbahn | Für die Schaffung der wissenschaftlich-technischen Grundlagen und den industriellen Einsatz der Laseroberflächenveredlung                                                                                         |
| 1987   | Manfred Bannasch | Reichsbahn-Hauptrat | Für die Schaffung der wissenschaftlich-technischen Grundlagen und den industriellen Einsatz der Laseroberflächenveredlung                                                                                         |
| 1987   | Wolfgang Pompe | | Für die Schaffung der wissenschaftlich-technischen Grundlagen und den industriellen Einsatz der Laseroberflächenveredlung                                                                                         |
| 1987   | Wolfgang Reitzenstein | | Für die Schaffung der wissenschaftlich-technischen Grundlagen und den industriellen Einsatz der Laseroberflächenveredlung                                                                                         |
| 1987   | Joachim Schieske | | Für die Schaffung der wissenschaftlich-technischen Grundlagen und den industriellen Einsatz der Laseroberflächenveredlung                                                                                         |
| 1987   | Günter Wiedemann | Reichsbahn-Oberamtmann | Für die Schaffung der wissenschaftlich-technischen Grundlagen und den industriellen Einsatz der Laseroberflächenveredlung                                                                                         |
| 1987   | Kollektiv aus der Akademie der Wissenschaften der DDR, dem VEB Chemieanlagenbaukombinat Leipzig-Grimma, dem VEB Petrolchemisches Kombinat Schwedt und der Akademie der Landwirtschaftswissenschaften der DDR | Kollektiv aus der Akademie der Wissenschaften der DDR, dem VEB Chemieanlagenbaukombinat Leipzig-Grimma, dem VEB Petrolchemisches Kombinat Schwedt und der Akademie der Landwirtschaftswissenschaften der DDR | Für seinen Anteil an der Entwicklung und Nutzung von Verfahren zur mikrobiellen Eiweißsynthese |
| 1987   | Joachim Bauch | | Für seinen Anteil an der Entwicklung und Nutzung von Verfahren zur mikrobiellen Eiweißsynthese |
| 1987   | Günter Franke | | Für seinen Anteil an der Entwicklung und Nutzung von Verfahren zur mikrobiellen Eiweißsynthese |
| 1987   | Siegfried Hallensleben | | Für seinen Anteil an der Entwicklung und Nutzung von Verfahren zur mikrobiellen Eiweißsynthese |
| 1987   | Friedrich Jung | | Für seinen Anteil an der Entwicklung und Nutzung von Verfahren zur mikrobiellen Eiweißsynthese |
| 1987   | Walter Laube | | Für seinen Anteil an der Entwicklung und Nutzung von Verfahren zur mikrobiellen Eiweißsynthese |
| 1987   | Hans-Frieder Listewnik | | Für seinen Anteil an der Entwicklung und Nutzung von Verfahren zur mikrobiellen Eiweißsynthese |
| 1987   | Manfred Ringpfeil | | Für seinen Anteil an der Entwicklung und Nutzung von Verfahren zur mikrobiellen Eiweißsynthese |
| 1987   | Klaus Triems | | Für seinen Anteil an der Entwicklung und Nutzung von Verfahren zur mikrobiellen Eiweißsynthese |
| 1987   | Kollektiv aus dem Zentralinstitut für Molekularbiologie der Akademie der Wissenschaften der DDR und dem VEB MLW Prüfgeräte-Werk Medingen | Kollektiv aus dem Zentralinstitut für Molekularbiologie der Akademie der Wissenschaften der DDR und dem VEB MLW Prüfgeräte-Werk Medingen | Für die Entwicklung und Anwendung von Biosensoren in der klinischen Diagnostik und Prozeßkontrolle |
| 1987   | Bernd Fahrenbruch | | Für die Entwicklung und Anwendung von Biosensoren in der klinischen Diagnostik und Prozeßkontrolle |
| 1987   | Ralf Günther | | Für die Entwicklung und Anwendung von Biosensoren in der klinischen Diagnostik und Prozeßkontrolle |
| 1987   | Dorothea Pfeiffer | | Für die Entwicklung und Anwendung von Biosensoren in der klinischen Diagnostik und Prozeßkontrolle |
| 1987   | Norbert Kümes | | Für die Entwicklung und Anwendung von Biosensoren in der klinischen Diagnostik und Prozeßkontrolle |
| 1987   | Martin Schäfer | | Für die Entwicklung und Anwendung von Biosensoren in der klinischen Diagnostik und Prozeßkontrolle |
| 1987   | Frieder Scheller | | Für die Entwicklung und Anwendung von Biosensoren in der klinischen Diagnostik und Prozeßkontrolle |
| 1988   | Kollektiv aus dem volkseigenen Kombinat Kernkraftwerke „Bruno Leuschner“ Greifswald, dem Zentralinstitut für Kernforschung Rossendorf der Akademie der Wissenschaften der DDR und dem VEB Kombinat Kraftwerksanlagenbau Berlin                                                                                   | Kollektiv aus dem volkseigenen Kombinat Kernkraftwerke „Bruno Leuschner“ Greifswald, dem Zentralinstitut für Kernforschung Rossendorf der Akademie der Wissenschaften der DDR und dem VEB Kombinat Kraftwerksanlagenbau Berlin                                                                                   | Für seinen Anteil an der Entwicklung und Überleitung eines automatisierten Systems der Werkstoffdiagnostik in Kernkraftwerken                                                                                     |
| 1988   | Artur Endler | | Für seinen Anteil an der Entwicklung und Überleitung eines automatisierten Systems der Werkstoffdiagnostik in Kernkraftwerken                                                                                     |
| 1988   | Frank Gabriel | | Für seinen Anteil an der Entwicklung und Überleitung eines automatisierten Systems der Werkstoffdiagnostik in Kernkraftwerken                                                                                     |
| 1988   | Manfred Gerngroß | | Für seinen Anteil an der Entwicklung und Überleitung eines automatisierten Systems der Werkstoffdiagnostik in Kernkraftwerken                                                                                     |
| 1988   | Wolf Görner | | Für seinen Anteil an der Entwicklung und Überleitung eines automatisierten Systems der Werkstoffdiagnostik in Kernkraftwerken                                                                                     |
| 1988   | Wolfgang Morgenstern | | Für seinen Anteil an der Entwicklung und Überleitung eines automatisierten Systems der Werkstoffdiagnostik in Kernkraftwerken                                                                                     |
| 1988   | Dieter Nebel | | Für seinen Anteil an der Entwicklung und Überleitung eines automatisierten Systems der Werkstoffdiagnostik in Kernkraftwerken                                                                                     |
| 1988   | Gerd Wachsmuth | | Für seinen Anteil an der Entwicklung und Überleitung eines automatisierten Systems der Werkstoffdiagnostik in Kernkraftwerken                                                                                     |
| 1988   | Kollektiv aus dem VEB Chemiekombinat Bitterfeld | Kollektiv aus dem VEB Chemiekombinat Bitterfeld | Für seinen Anteil an der Entwicklung und Überführung eines Verfahrens zur abproduktfreien Herstellung von Trichlorsilan als bedeutenden Grundstoff für die Mikroelektronik                                        |
| 1988   | Gerhard Appel | | Für seinen Anteil an der Entwicklung und Überführung eines Verfahrens zur abproduktfreien Herstellung von Trichlorsilan als bedeutenden Grundstoff für die Mikroelektronik                                        |
| 1988   | Bernd Fischer | | Für seinen Anteil an der Entwicklung und Überführung eines Verfahrens zur abproduktfreien Herstellung von Trichlorsilan als bedeutenden Grundstoff für die Mikroelektronik                                        |
| 1988   | Bernd Köhler | | Für seinen Anteil an der Entwicklung und Überführung eines Verfahrens zur abproduktfreien Herstellung von Trichlorsilan als bedeutenden Grundstoff für die Mikroelektronik                                        |
| 1988   | Horst Mohner | | Für seinen Anteil an der Entwicklung und Überführung eines Verfahrens zur abproduktfreien Herstellung von Trichlorsilan als bedeutenden Grundstoff für die Mikroelektronik                                        |
| 1988   | Erhard Reichelt | | Für seinen Anteil an der Entwicklung und Überführung eines Verfahrens zur abproduktfreien Herstellung von Trichlorsilan als bedeutenden Grundstoff für die Mikroelektronik                                        |
| 1988   | Eberhard Schulz | | Für seinen Anteil an der Entwicklung und Überführung eines Verfahrens zur abproduktfreien Herstellung von Trichlorsilan als bedeutenden Grundstoff für die Mikroelektronik                                        |
| 1988   | Kollektiv aus dem VEB Leuna-Werke „Walter Ulbricht“, dem Institut für Technologie der Polymere der Akademie der Wissenschaften der DDR und dem VEB Zellstoff und Papier Heidenau | Kollektiv aus dem VEB Leuna-Werke „Walter Ulbricht“, dem Institut für Technologie der Polymere der Akademie der Wissenschaften der DDR und dem VEB Zellstoff und Papier Heidenau | Für seinen Anteil an der Entwicklung, Modifizierung und Anwendung von Maleinsäureanhydrid-Copolymeren als hochveredeltes Spitzenprodukt für die chemische und die Leichtindustrie                                 |
| 1988   | Harald Friedrich | | Für seinen Anteil an der Entwicklung, Modifizierung und Anwendung von Maleinsäureanhydrid-Copolymeren als hochveredeltes Spitzenprodukt für die chemische und die Leichtindustrie                                 |
| 1988   | Rolf Nicke | | Für seinen Anteil an der Entwicklung, Modifizierung und Anwendung von Maleinsäureanhydrid-Copolymeren als hochveredeltes Spitzenprodukt für die chemische und die Leichtindustrie                                 |
| 1988   | Manfred Rätzsch | | Für seinen Anteil an der Entwicklung, Modifizierung und Anwendung von Maleinsäureanhydrid-Copolymeren als hochveredeltes Spitzenprodukt für die chemische und die Leichtindustrie                                 |
| 1988   | Brigitte Slawik | | Für seinen Anteil an der Entwicklung, Modifizierung und Anwendung von Maleinsäureanhydrid-Copolymeren als hochveredeltes Spitzenprodukt für die chemische und die Leichtindustrie                                 |
| 1988   | Volker Steinert | | Für seinen Anteil an der Entwicklung, Modifizierung und Anwendung von Maleinsäureanhydrid-Copolymeren als hochveredeltes Spitzenprodukt für die chemische und die Leichtindustrie                                 |
| 1988   | Kollektiv aus dem VEB Petrolchemisches Kombinat Schwedt | Kollektiv aus dem VEB Petrolchemisches Kombinat Schwedt | Für die Entwicklung und Überführung einer hocheffektiven Technologie zur Produktion des Chemiefaserrohstoffes Terephthalsäure                                                                                     |
| 1988   | Uwe Dülsen | | Für die Entwicklung und Überführung einer hocheffektiven Technologie zur Produktion des Chemiefaserrohstoffes Terephthalsäure                                                                                     |
| 1988   | Ralf Gollasch | | Für die Entwicklung und Überführung einer hocheffektiven Technologie zur Produktion des Chemiefaserrohstoffes Terephthalsäure                                                                                     |
| 1988   | Joachim Koch | | Für die Entwicklung und Überführung einer hocheffektiven Technologie zur Produktion des Chemiefaserrohstoffes Terephthalsäure                                                                                     |
| 1988   | Gerfried Richter | | Für die Entwicklung und Überführung einer hocheffektiven Technologie zur Produktion des Chemiefaserrohstoffes Terephthalsäure                                                                                     |
| 1988   | Axel Staschok | | Für die Entwicklung und Überführung einer hocheffektiven Technologie zur Produktion des Chemiefaserrohstoffes Terephthalsäure                                                                                     |
| 1988   | Peter Stoß | | Für die Entwicklung und Überführung einer hocheffektiven Technologie zur Produktion des Chemiefaserrohstoffes Terephthalsäure                                                                                     |
| 1988   | Kollektiv aus dem VEB Forschungszentrum Mikroelektronik Dresden | Kollektiv aus dem VEB Forschungszentrum Mikroelektronik Dresden | Für seinen Anteil an der Realisierung einer neuen Technologie zur Herstellung höchstintegrierter Schaltkreise |
| 1988   | Wolfhart Bosien | | Für seinen Anteil an der Realisierung einer neuen Technologie zur Herstellung höchstintegrierter Schaltkreise |
| 1988   | Peter Gehlert | | Für seinen Anteil an der Realisierung einer neuen Technologie zur Herstellung höchstintegrierter Schaltkreise |
| 1988   | Martin Pfeil | | Für seinen Anteil an der Realisierung einer neuen Technologie zur Herstellung höchstintegrierter Schaltkreise |
| 1988   | Horst Schniek | | Für seinen Anteil an der Realisierung einer neuen Technologie zur Herstellung höchstintegrierter Schaltkreise |
| 1988   | Peter Westphal | | Für seinen Anteil an der Realisierung einer neuen Technologie zur Herstellung höchstintegrierter Schaltkreise |
| 1988   | Peter Winkler | | Für seinen Anteil an der Realisierung einer neuen Technologie zur Herstellung höchstintegrierter Schaltkreise |
| 1988   | Kollektiv aus dem VEB Forschungszentrum Mikroelektronik Dresden, dem VEB Mikroelektronik „Karl Marx“ Erfurt und dem Zentralinstitut für Kybernetik und Informationsprozesse der Akademie der Wissenschaften der DDR                                                                                              | Kollektiv aus dem VEB Forschungszentrum Mikroelektronik Dresden, dem VEB Mikroelektronik „Karl Marx“ Erfurt und dem Zentralinstitut für Kybernetik und Informationsprozesse der Akademie der Wissenschaften der DDR                                                                                              | Für seinen Beitrag zur Schaffung eines durchgängigen rechnergestützten Entwurfssystems für hoch- und höchstintegrierte Schaltkreise                                                                               |
| 1988   | Karl-Heinz Diener | | Für seinen Beitrag zur Schaffung eines durchgängigen rechnergestützten Entwurfssystems für hoch- und höchstintegrierte Schaltkreise                                                                               |
| 1988   | Jürgen Fraikin | | Für seinen Beitrag zur Schaffung eines durchgängigen rechnergestützten Entwurfssystems für hoch- und höchstintegrierte Schaltkreise                                                                               |
| 1988   | Wolfgang Güther | | Für seinen Beitrag zur Schaffung eines durchgängigen rechnergestützten Entwurfssystems für hoch- und höchstintegrierte Schaltkreise                                                                               |
| 1988   | Volker Kisperth | | Für seinen Beitrag zur Schaffung eines durchgängigen rechnergestützten Entwurfssystems für hoch- und höchstintegrierte Schaltkreise                                                                               |
| 1988   | Peter Schwarz | | Für seinen Beitrag zur Schaffung eines durchgängigen rechnergestützten Entwurfssystems für hoch- und höchstintegrierte Schaltkreise                                                                               |
| 1988   | Kollektiv aus dem VEB Werkzeugmaschinenkombinat „7. Oktober“ Berlin und dem Forschungszentrum des Werkzeugmaschinenbaus Karl-Marx-Stadt | Kollektiv aus dem VEB Werkzeugmaschinenkombinat „7. Oktober“ Berlin und dem Forschungszentrum des Werkzeugmaschinenbaus Karl-Marx-Stadt | Für seinen Anteil an der Maschinen-, Antriebs- und -Softwareentwicklung sowie der Serienüberleitung für CNC-Zahnflankenschleifmaschinen mit elektronischem Getriebe                                               |
| 1988   | Dietmar Anker | | Für seinen Anteil an der Maschinen-, Antriebs- und -Softwareentwicklung sowie der Serienüberleitung für CNC-Zahnflankenschleifmaschinen mit elektronischem Getriebe                                               |
| 1988   | Gerhard Brandner | | Für seinen Anteil an der Maschinen-, Antriebs- und -Softwareentwicklung sowie der Serienüberleitung für CNC-Zahnflankenschleifmaschinen mit elektronischem Getriebe                                               |
| 1988   | Horst Goers | | Für seinen Anteil an der Maschinen-, Antriebs- und -Softwareentwicklung sowie der Serienüberleitung für CNC-Zahnflankenschleifmaschinen mit elektronischem Getriebe                                               |
| 1988   | Andreas Günther | | Für seinen Anteil an der Maschinen-, Antriebs- und -Softwareentwicklung sowie der Serienüberleitung für CNC-Zahnflankenschleifmaschinen mit elektronischem Getriebe                                               |
| 1988   | Hans-Dieter Rietzel | | Für seinen Anteil an der Maschinen-, Antriebs- und -Softwareentwicklung sowie der Serienüberleitung für CNC-Zahnflankenschleifmaschinen mit elektronischem Getriebe                                               |
| 1988   | Konrad Röhricht | | Für seinen Anteil an der Maschinen-, Antriebs- und -Softwareentwicklung sowie der Serienüberleitung für CNC-Zahnflankenschleifmaschinen mit elektronischem Getriebe                                               |
| 1988   | Kollektiv aus dem VEB Polygraph Schneidemaschinenwerk Perfecta Bautzen | Kollektiv aus dem VEB Polygraph Schneidemaschinenwerk Perfecta Bautzen | Für seine hervorragenden Leistungen bei der Entwicklung und Produktionsüberleitung von Spezialmaschinen für die polygraphische Industrie                                                                          |
| 1988   | Dieter Döring | | Für seine hervorragenden Leistungen bei der Entwicklung und Produktionsüberleitung von Spezialmaschinen für die polygraphische Industrie                                                                          |
| 1988   | Hans-Ulrich Ebert | | Für seine hervorragenden Leistungen bei der Entwicklung und Produktionsüberleitung von Spezialmaschinen für die polygraphische Industrie                                                                          |
| 1988   | Siegfried Jäckel | | Für seine hervorragenden Leistungen bei der Entwicklung und Produktionsüberleitung von Spezialmaschinen für die polygraphische Industrie                                                                          |
| 1988   | Johann Schiffer | | Für seine hervorragenden Leistungen bei der Entwicklung und Produktionsüberleitung von Spezialmaschinen für die polygraphische Industrie                                                                          |
| 1988   | Dieter Schwabe | | Für seine hervorragenden Leistungen bei der Entwicklung und Produktionsüberleitung von Spezialmaschinen für die polygraphische Industrie                                                                          |
| 1988   | Joachim Tuppack | | Für seine hervorragenden Leistungen bei der Entwicklung und Produktionsüberleitung von Spezialmaschinen für die polygraphische Industrie                                                                          |
| 1988   | Kollektiv aus der Akademie der Landwirtschaftswissenschaften der DDR, der LPG „DSF“ Bottmersdorf, dem Agrochemischen Zentrum Altenburg und dem Wissenschaftlich-Technischen Zentrum der Land- und Nahrungsgüterwirtschaft beim Rat des Bezirkes Frankfurt (Oder)                                                 | Kollektiv aus der Akademie der Landwirtschaftswissenschaften der DDR, der LPG „DSF“ Bottmersdorf, dem Agrochemischen Zentrum Altenburg und dem Wissenschaftlich-Technischen Zentrum der Land- und Nahrungsgüterwirtschaft beim Rat des Bezirkes Frankfurt (Oder)                                                 | Für seinen Anteil an der Entwicklung und Überleitung der rechnergestützten Boden- und Bestandsführung in der Pflanzenproduktion                                                                                   |
| 1988   | Werner Biere | | Für seinen Anteil an der Entwicklung und Überleitung der rechnergestützten Boden- und Bestandsführung in der Pflanzenproduktion                                                                                   |
| 1988   | Jutta Clemens | | Für seinen Anteil an der Entwicklung und Überleitung der rechnergestützten Boden- und Bestandsführung in der Pflanzenproduktion                                                                                   |
| 1988   | Otto Hagemann | | Für seinen Anteil an der Entwicklung und Überleitung der rechnergestützten Boden- und Bestandsführung in der Pflanzenproduktion                                                                                   |
| 1988   | Karl-Heinz Morstein | | Für seinen Anteil an der Entwicklung und Überleitung der rechnergestützten Boden- und Bestandsführung in der Pflanzenproduktion                                                                                   |
| 1988   | Wolfgang Reiher | | Für seinen Anteil an der Entwicklung und Überleitung der rechnergestützten Boden- und Bestandsführung in der Pflanzenproduktion                                                                                   |
| 1988   | Karl-Otto Wenkel | | Für seinen Anteil an der Entwicklung und Überleitung der rechnergestützten Boden- und Bestandsführung in der Pflanzenproduktion                                                                                   |
| 1988   | Kollektiv aus dem Zentrum für wissenschaftlichen Gerätebau sowie dem Zentralinstitut für Optik und Spektroskopie der Akademie der Wissenschaften der DDR, dem VEB Meßelektronik Berlin, dem VEB Kombinat NARVA „Rosa Luxemburg“ Berlin und den Technischen Hochschulen Ilmenau und Wismar                        | Kollektiv aus dem Zentrum für wissenschaftlichen Gerätebau sowie dem Zentralinstitut für Optik und Spektroskopie der Akademie der Wissenschaften der DDR, dem VEB Meßelektronik Berlin, dem VEB Kombinat NARVA „Rosa Luxemburg“ Berlin und den Technischen Hochschulen Ilmenau und Wismar                        | Für seine Arbeiten zur Erforschung mathematischer Grundlagen und zur Entwicklung neuartiger gerätetechnischer Lösungen für die Messtechnik in engen Toleranzbereichen                                             |
| 1988   | Wolfgang Becker | | Für seine Arbeiten zur Erforschung mathematischer Grundlagen und zur Entwicklung neuartiger gerätetechnischer Lösungen für die Messtechnik in engen Toleranzbereichen                                             |
| 1988   | Hans Bomm | | Für seine Arbeiten zur Erforschung mathematischer Grundlagen und zur Entwicklung neuartiger gerätetechnischer Lösungen für die Messtechnik in engen Toleranzbereichen                                             |
| 1988   | Klaus Günther | | Für seine Arbeiten zur Erforschung mathematischer Grundlagen und zur Entwicklung neuartiger gerätetechnischer Lösungen für die Messtechnik in engen Toleranzbereichen                                             |
| 1988   | Ralf Hölling | | Für seine Arbeiten zur Erforschung mathematischer Grundlagen und zur Entwicklung neuartiger gerätetechnischer Lösungen für die Messtechnik in engen Toleranzbereichen                                             |
| 1988   | Wolfgang Lüdge | | Für seine Arbeiten zur Erforschung mathematischer Grundlagen und zur Entwicklung neuartiger gerätetechnischer Lösungen für die Messtechnik in engen Toleranzbereichen                                             |
| 1988   | Alois Rehn | | Für seine Arbeiten zur Erforschung mathematischer Grundlagen und zur Entwicklung neuartiger gerätetechnischer Lösungen für die Messtechnik in engen Toleranzbereichen                                             |
| 1988   | Wilfried Schneider | | Für seine Arbeiten zur Erforschung mathematischer Grundlagen und zur Entwicklung neuartiger gerätetechnischer Lösungen für die Messtechnik in engen Toleranzbereichen                                             |
| 1988   | Kollektiv aus dem Institut für Wirkstofforschung sowie dem Zentralinstitut für Herz-Kreislauf-Forschung der Akademie der Wissenschaften der DDR, der Humboldt-Universität zu Berlin und dem VEB Berlin-Chemie | Kollektiv aus dem Institut für Wirkstofforschung sowie dem Zentralinstitut für Herz-Kreislauf-Forschung der Akademie der Wissenschaften der DDR, der Humboldt-Universität zu Berlin und dem VEB Berlin-Chemie | Für die Synthese biologisch aktiver Peptide und die Aufklärung ihrer regulativen Eigenschaften als Grundlage für die Entwicklung neuer Arzneimittel                                                               |
| 1988   | Michael Bienert | | Für die Synthese biologisch aktiver Peptide und die Aufklärung ihrer regulativen Eigenschaften als Grundlage für die Entwicklung neuer Arzneimittel                                                               |
| 1988   | Hans-Dieter Faulhaber | | Für die Synthese biologisch aktiver Peptide und die Aufklärung ihrer regulativen Eigenschaften als Grundlage für die Entwicklung neuer Arzneimittel                                                               |
| 1988   | Karl Hecht | | Für die Synthese biologisch aktiver Peptide und die Aufklärung ihrer regulativen Eigenschaften als Grundlage für die Entwicklung neuer Arzneimittel                                                               |
| 1988   | Klaus-Dieter Kaufmann | | Für die Synthese biologisch aktiver Peptide und die Aufklärung ihrer regulativen Eigenschaften als Grundlage für die Entwicklung neuer Arzneimittel                                                               |
| 1988   | Burkhard Mehlis | | Für die Synthese biologisch aktiver Peptide und die Aufklärung ihrer regulativen Eigenschaften als Grundlage für die Entwicklung neuer Arzneimittel                                                               |
| 1988   | Hartmut Niedrich | | Für die Synthese biologisch aktiver Peptide und die Aufklärung ihrer regulativen Eigenschaften als Grundlage für die Entwicklung neuer Arzneimittel                                                               |
| 1988   | Peter Oehme | | Für die Synthese biologisch aktiver Peptide und die Aufklärung ihrer regulativen Eigenschaften als Grundlage für die Entwicklung neuer Arzneimittel                                                               |
| 1989   | Klaus-Dieter Gattnar | 1. Stellvertreter des Generaldirektors des VEB Kombinat Carl Zeiss Jena | Für seinen herausragenden Anteil an der Entwicklung und dem Einsatz von Hoch- und Schlüsseltechnologien im Präzisionsgerätebau                                                                                    |
| 1989   | Robert Weimann | wissenschaftlicher Arbeitsleiter im Zentralinstitut für Literaturgeschichte der Akademie der Wissenschaften der DDR | Für sein wissenschaftliches Gesamtwerk |
| 1989   | Kollektiv aus dem Volkseigenen Braunkohlenkombinat Senftenberg, dem VEB Schwermaschinenbau Lauchhammer und dem VEB Automatisierungsanlagen Cottbus | Kollektiv aus dem Volkseigenen Braunkohlenkombinat Senftenberg, dem VEB Schwermaschinenbau Lauchhammer und dem VEB Automatisierungsanlagen Cottbus | Für seinen Anteil an der Entwicklung und Überleitung der Prozeßautomatisierung des 60-m-Abraumförderbrückenverbandes Tagebau Reichwalde                                                                           |
| 1989   | Eberhard Brandt | | Für seinen Anteil an der Entwicklung und Überleitung der Prozeßautomatisierung des 60-m-Abraumförderbrückenverbandes Tagebau Reichwalde                                                                           |
| 1989   | Horst Harta | | Für seinen Anteil an der Entwicklung und Überleitung der Prozeßautomatisierung des 60-m-Abraumförderbrückenverbandes Tagebau Reichwalde                                                                           |
| 1989   | Helmut Nadeborn | | Für seinen Anteil an der Entwicklung und Überleitung der Prozeßautomatisierung des 60-m-Abraumförderbrückenverbandes Tagebau Reichwalde                                                                           |
| 1989   | Frank Richter | | Für seinen Anteil an der Entwicklung und Überleitung der Prozeßautomatisierung des 60-m-Abraumförderbrückenverbandes Tagebau Reichwalde                                                                           |
| 1989   | Volkmar Schrader | | Für seinen Anteil an der Entwicklung und Überleitung der Prozeßautomatisierung des 60-m-Abraumförderbrückenverbandes Tagebau Reichwalde                                                                           |
| 1989   | Dietmar Simke | | Für seinen Anteil an der Entwicklung und Überleitung der Prozeßautomatisierung des 60-m-Abraumförderbrückenverbandes Tagebau Reichwalde                                                                           |
| 1989   | Kollektiv aus dem VEB Maxhütte Unterwellenborn, dem VEB Automatisierungsbetrieb Berlin Metallurgie und Kali | Kollektiv aus dem VEB Maxhütte Unterwellenborn, dem VEB Automatisierungsbetrieb Berlin Metallurgie und Kali | Für die technologische und anlagentechnische Entwicklung eines Verfahrens zur effektiven Rohstahlerzeugung im Sauerstoffkonverter mit erhöhtem Schrotteinsatz                                                     |
| 1989   | Hans-Rüdiger Dorst | | Für die technologische und anlagentechnische Entwicklung eines Verfahrens zur effektiven Rohstahlerzeugung im Sauerstoffkonverter mit erhöhtem Schrotteinsatz                                                     |
| 1989   | Jens Lahr | | Für die technologische und anlagentechnische Entwicklung eines Verfahrens zur effektiven Rohstahlerzeugung im Sauerstoffkonverter mit erhöhtem Schrotteinsatz                                                     |
| 1989   | Horst Maschler | | Für die technologische und anlagentechnische Entwicklung eines Verfahrens zur effektiven Rohstahlerzeugung im Sauerstoffkonverter mit erhöhtem Schrotteinsatz                                                     |
| 1989   | Franz Müller | | Für die technologische und anlagentechnische Entwicklung eines Verfahrens zur effektiven Rohstahlerzeugung im Sauerstoffkonverter mit erhöhtem Schrotteinsatz                                                     |
| 1989   | Ekkehart Richter | | Für die technologische und anlagentechnische Entwicklung eines Verfahrens zur effektiven Rohstahlerzeugung im Sauerstoffkonverter mit erhöhtem Schrotteinsatz                                                     |
| 1989   | Kollektiv aus dem VEB Halbleiterwerk Frankfurt (Oder) und dem Institut für Halbleiterphysik der Akademie der Wissenschaften der DDR | Kollektiv aus dem VEB Halbleiterwerk Frankfurt (Oder) und dem Institut für Halbleiterphysik der Akademie der Wissenschaften der DDR | Für die Entwicklung einer Hochvolt-Basistechnologie und von Spezialschaltkreisen für die Nachrichtenelektronik |
| 1989   | Werner Bertoldi | | Für die Entwicklung einer Hochvolt-Basistechnologie und von Spezialschaltkreisen für die Nachrichtenelektronik |
| 1989   | Heini Hofmann | | Für die Entwicklung einer Hochvolt-Basistechnologie und von Spezialschaltkreisen für die Nachrichtenelektronik |
| 1989   | Wolfgang Kissinger | | Für die Entwicklung einer Hochvolt-Basistechnologie und von Spezialschaltkreisen für die Nachrichtenelektronik |
| 1989   | Jürgen Knopke | | Für die Entwicklung einer Hochvolt-Basistechnologie und von Spezialschaltkreisen für die Nachrichtenelektronik |
| 1989   | Hans-Eberhard Kröbel | | Für die Entwicklung einer Hochvolt-Basistechnologie und von Spezialschaltkreisen für die Nachrichtenelektronik |
| 1989   | Wolfgang Miesch | | Für die Entwicklung einer Hochvolt-Basistechnologie und von Spezialschaltkreisen für die Nachrichtenelektronik |
| 1989   | Udo Retzlaff | | Für die Entwicklung einer Hochvolt-Basistechnologie und von Spezialschaltkreisen für die Nachrichtenelektronik |
| 1989   | Kollektiv aus dem VEB Mikroelektronik „Karl Marx“ Erfurt und dem Institut für Festkörperphysik und Elektronenmikroskopie der Akademie der Wissenschaften der DDR | Kollektiv aus dem VEB Mikroelektronik „Karl Marx“ Erfurt und dem Institut für Festkörperphysik und Elektronenmikroskopie der Akademie der Wissenschaften der DDR | Für die Entwicklung und Produktionsüberleitung eines schnellen 16- bit-Mikroprozessorsystems |
| 1989   | Eberhard Becker | | Für die Entwicklung und Produktionsüberleitung eines schnellen 16- bit-Mikroprozessorsystems |
| 1989   | Horst Blumtritt | | Für die Entwicklung und Produktionsüberleitung eines schnellen 16- bit-Mikroprozessorsystems |
| 1989   | Ulrich Dienemann | | Für die Entwicklung und Produktionsüberleitung eines schnellen 16- bit-Mikroprozessorsystems |
| 1989   | Volker Dietrich | | Für die Entwicklung und Produktionsüberleitung eines schnellen 16- bit-Mikroprozessorsystems |
| 1989   | Konrad Herre | | Für die Entwicklung und Produktionsüberleitung eines schnellen 16- bit-Mikroprozessorsystems |
| 1989   | Hans-Joachim Keim | | Für die Entwicklung und Produktionsüberleitung eines schnellen 16- bit-Mikroprozessorsystems |
| 1989   | Volkhard Müller | | Für die Entwicklung und Produktionsüberleitung eines schnellen 16- bit-Mikroprozessorsystems |
| 1989   | Kollektiv aus dem Forschungszentrum des VEB Carl Zeiss Jena | Kollektiv aus dem Forschungszentrum des VEB Carl Zeiss Jena | Für die Entwicklung und Produktionseinführung eines hochpräzisen und produktiven Systems zur Herstellung und Vermessung von Teilungsträgern für den Präzisionsgerätebau                                           |
| 1989   | Hans-Joachim Freitag | | Für die Entwicklung und Produktionseinführung eines hochpräzisen und produktiven Systems zur Herstellung und Vermessung von Teilungsträgern für den Präzisionsgerätebau                                           |
| 1989   | Wolfgang Irmler | | Für die Entwicklung und Produktionseinführung eines hochpräzisen und produktiven Systems zur Herstellung und Vermessung von Teilungsträgern für den Präzisionsgerätebau                                           |
| 1989   | Manfred Kunz | | Für die Entwicklung und Produktionseinführung eines hochpräzisen und produktiven Systems zur Herstellung und Vermessung von Teilungsträgern für den Präzisionsgerätebau                                           |
| 1989   | Rolf Thiemer | | Für die Entwicklung und Produktionseinführung eines hochpräzisen und produktiven Systems zur Herstellung und Vermessung von Teilungsträgern für den Präzisionsgerätebau                                           |
| 1989   | Friedrich Tzschach | | Für die Entwicklung und Produktionseinführung eines hochpräzisen und produktiven Systems zur Herstellung und Vermessung von Teilungsträgern für den Präzisionsgerätebau                                           |
| 1989   | Klaus Zimmermann | | Für die Entwicklung und Produktionseinführung eines hochpräzisen und produktiven Systems zur Herstellung und Vermessung von Teilungsträgern für den Präzisionsgerätebau                                           |
| 1989   | Kollektiv aus dem VEB Kombinat Technisches Glas Ilmenau und der Technischen Hochschule Ilmenau | Kollektiv aus dem VEB Kombinat Technisches Glas Ilmenau und der Technischen Hochschule Ilmenau | Für die Entwicklung und Einführung eines neuartigen material- und energieökonomischen Schmelzverfahrens für Sondergläser                                                                                          |
| 1989   | Erhard Jahn | | Für die Entwicklung und Einführung eines neuartigen material- und energieökonomischen Schmelzverfahrens für Sondergläser                                                                                          |
| 1989   | Editha Käthe | | Für die Entwicklung und Einführung eines neuartigen material- und energieökonomischen Schmelzverfahrens für Sondergläser                                                                                          |
| 1989   | Thomas Kreuzberger | | Für die Entwicklung und Einführung eines neuartigen material- und energieökonomischen Schmelzverfahrens für Sondergläser                                                                                          |
| 1989   | Herbert Narel | | Für die Entwicklung und Einführung eines neuartigen material- und energieökonomischen Schmelzverfahrens für Sondergläser                                                                                          |
| 1989   | Wolfgang Reiß | | Für die Entwicklung und Einführung eines neuartigen material- und energieökonomischen Schmelzverfahrens für Sondergläser                                                                                          |
| 1989   | Egon Schmidt | | Für die Entwicklung und Einführung eines neuartigen material- und energieökonomischen Schmelzverfahrens für Sondergläser                                                                                          |
| 1989   | Kollektiv aus dem VEB Kombinat Technische Gebäudeausrüstung Leipzig, dem Institut für Heizung, Lüftung und Grundlagen der Bautechnik der Bauakademie der DDR und dem VEB Kommunale Wohnungsverwaltung Berlin-Hellersdorf                                                                                         | Kollektiv aus dem VEB Kombinat Technische Gebäudeausrüstung Leipzig, dem Institut für Heizung, Lüftung und Grundlagen der Bautechnik der Bauakademie der DDR und dem VEB Kommunale Wohnungsverwaltung Berlin-Hellersdorf                                                                                         | Für die Entwicklung eines freiprogrammierbaren mikroelektronischen Automatisierungssystems der technischen Gebäudeausrüstung                                                                                      |
| 1989   | Gerhard Barleben | | Für die Entwicklung eines freiprogrammierbaren mikroelektronischen Automatisierungssystems der technischen Gebäudeausrüstung                                                                                      |
| 1989   | Wolfram Friedet | | Für die Entwicklung eines freiprogrammierbaren mikroelektronischen Automatisierungssystems der technischen Gebäudeausrüstung                                                                                      |
| 1989   | Willi Jarczyk | | Für die Entwicklung eines freiprogrammierbaren mikroelektronischen Automatisierungssystems der technischen Gebäudeausrüstung                                                                                      |
| 1989   | Guido Jörn | | Für die Entwicklung eines freiprogrammierbaren mikroelektronischen Automatisierungssystems der technischen Gebäudeausrüstung                                                                                      |
| 1989   | Hans-Jürgen Neumeister | | Für die Entwicklung eines freiprogrammierbaren mikroelektronischen Automatisierungssystems der technischen Gebäudeausrüstung                                                                                      |
| 1989   | Thomas Noack | | Für die Entwicklung eines freiprogrammierbaren mikroelektronischen Automatisierungssystems der technischen Gebäudeausrüstung                                                                                      |
| 1989   | Manfred Riedel | | Für die Entwicklung eines freiprogrammierbaren mikroelektronischen Automatisierungssystems der technischen Gebäudeausrüstung                                                                                      |
| 1989   | Kollektiv aus der Akademie der Landwirtschaftswissenschaften der DDR, dem VEG Pflanzenproduktion Selbelang, der LPG Pflanzenproduktion Samtens und dem VEB Chemiekombinat Bitterfeld | Kollektiv aus der Akademie der Landwirtschaftswissenschaften der DDR, dem VEG Pflanzenproduktion Selbelang, der LPG Pflanzenproduktion Samtens und dem VEB Chemiekombinat Bitterfeld | Für die Entwicklung komplexer Verfahren zur Produktion von hochwertigem Grobfutter |
| 1989   | Klaus Bockhold | | Für die Entwicklung komplexer Verfahren zur Produktion von hochwertigem Grobfutter |
| 1989   | Dietrich Eckardt | | Für die Entwicklung komplexer Verfahren zur Produktion von hochwertigem Grobfutter |
| 1989   | Burkhard Reuter | | Für die Entwicklung komplexer Verfahren zur Produktion von hochwertigem Grobfutter |
| 1989   | Helmut Thöns | | Für die Entwicklung komplexer Verfahren zur Produktion von hochwertigem Grobfutter |
| 1989   | Friedrich Weißbach | | Für die Entwicklung komplexer Verfahren zur Produktion von hochwertigem Grobfutter |
| 1989   | Hansjörg Weißbach | | Für die Entwicklung komplexer Verfahren zur Produktion von hochwertigem Grobfutter |
| 1989   | Kollektiv aus dem Volkseigenen Kombinat Industrielle Tierproduktion Berlin | Kollektiv aus dem Volkseigenen Kombinat Industrielle Tierproduktion Berlin | Für die Intensivierung der Eierproduktion durch Neuzüchtung von Legehennen |
| 1989   | Hans-Joachim Bekurts | | Für die Intensivierung der Eierproduktion durch Neuzüchtung von Legehennen |
| 1989   | Winfried Banitz | | Für die Intensivierung der Eierproduktion durch Neuzüchtung von Legehennen |
| 1989   | Siegmar Götze | | Für die Intensivierung der Eierproduktion durch Neuzüchtung von Legehennen |
| 1989   | Wigbert Henker | | Für die Intensivierung der Eierproduktion durch Neuzüchtung von Legehennen |
| 1989   | Egon Hotel | | Für die Intensivierung der Eierproduktion durch Neuzüchtung von Legehennen |
| 1989   | Horst Matzig | | Für die Intensivierung der Eierproduktion durch Neuzüchtung von Legehennen |
| 1989   | Kollektiv aus der Friedrich-Schiller-Universität Jena, dem Zentralinstitut für anorganische Chemie der Akademie der Wissenschaften der DDR, dem Klinikum Berlin-Buch, der Militärmedizinischen Akademie der NVA Bad Saarow und dem VEB Jenaer Glaswerk                                                           | Kollektiv aus der Friedrich-Schiller-Universität Jena, dem Zentralinstitut für anorganische Chemie der Akademie der Wissenschaften der DDR, dem Klinikum Berlin-Buch, der Militärmedizinischen Akademie der NVA Bad Saarow und dem VEB Jenaer Glaswerk                                                           | Für die Entwicklung, Einsatzprüfung und medizinische Anwendung von Bioglaskeramik |
| 1989   | Georg Berter | | Für die Entwicklung, Einsatzprüfung und medizinische Anwendung von Bioglaskeramik |
| 1989   | Jens Gammel | | Für die Entwicklung, Einsatzprüfung und medizinische Anwendung von Bioglaskeramik |
| 1989   | Wolfram Höland | | Für die Entwicklung, Einsatzprüfung und medizinische Anwendung von Bioglaskeramik |
| 1989   | Helmut Reichelt | | Für die Entwicklung, Einsatzprüfung und medizinische Anwendung von Bioglaskeramik |
| 1989   | Volker Thieme | | Für die Entwicklung, Einsatzprüfung und medizinische Anwendung von Bioglaskeramik |
| 1989   | Jürgen Voiel | | Für die Entwicklung, Einsatzprüfung und medizinische Anwendung von Bioglaskeramik |
| 1989   | Kollektiv aus dem Zentralinstitut für Isotopen- und Strahlenforschung der Akademie der Wissenschaften der DDR, dem VEB Junkalor Dessau und dem Militärtechnischen Institut Königs Wusterhausen | Kollektiv aus dem Zentralinstitut für Isotopen- und Strahlenforschung der Akademie der Wissenschaften der DDR, dem VEB Junkalor Dessau und dem Militärtechnischen Institut Königs Wusterhausen | Für die Entwicklung eines hochselektiven Verfahrens zum Nachweis von Schadstoffspuren |
| 1989   | Joachim Adler | | Für die Entwicklung eines hochselektiven Verfahrens zum Nachweis von Schadstoffspuren |
| 1989   | Gerd Arnold | | Für die Entwicklung eines hochselektiven Verfahrens zum Nachweis von Schadstoffspuren |
| 1989   | Andreas Czepuck | | Für die Entwicklung eines hochselektiven Verfahrens zum Nachweis von Schadstoffspuren |
| 1989   | Hans-Rüdiger Döring | | Für die Entwicklung eines hochselektiven Verfahrens zum Nachweis von Schadstoffspuren |
| 1989   | Jürgen Leonhardt | | Für die Entwicklung eines hochselektiven Verfahrens zum Nachweis von Schadstoffspuren |
| 1989   | Gerhard Voigt | | Für die Entwicklung eines hochselektiven Verfahrens zum Nachweis von Schadstoffspuren |

## Preissummen
| Jahr   | Preissumme in Mark |
| ------ | ------------------ |
| 1980   | 275.000            |
| 1981   | 225.000            |
| 1982   | 425.000            |
| 1983   | 400.000            |
| 1984   | 300.000            |
| 1985   | 250.000            |
| 1986   | 375.000            |
| 1987   | 375.000            |
| 1988   | 275.000            |
| 1989   | 325.000            |
| Gesamt | 3.225.000          |